# Anne Frank
Pour les articles homonymes, voir Frank.
Vous lisez un « bon article » labellisé en 2007.
Œuvres principales
Le Journal d'Anne Frank
Anne Frank, née le 12 juin 1929 à Francfort-sur-le-Main en Allemagne sous la République de Weimar, et morte en février ou mars 1945 à Bergen-Belsen en Allemagne nazie, est une jeune adolescente allemande connue pour avoir écrit un journal intime. Elle l'écrivit pendant les deux années où elle vécut cachée avec sa famille à Amsterdam aux Pays-Bas, alors sous occupation allemande, afin d’échapper à la déportation qui se révéla plus tard être une extermination (Shoah). Le contenu de son journal sera rapporté par la suite dans le livre Le Journal d'Anne Frank (1947).
La famille Frank quitte Francfort pour Amsterdam au cours de l’année 1933 afin d'échapper aux persécutions nazies à l'encontre des Juifs qui se multiplient depuis l’arrivée au pouvoir d'Adolf Hitler, en janvier de la même année. Alors que les dangers s'intensifient à Amsterdam occupée par les Allemands depuis mai 1940, les Frank se cachent en juillet 1942 dans un appartement secret aménagé dans l’« Annexe » de l'entreprise Opekta d'Otto Frank, le père d'Anne. La jeune fille a alors treize ans.
Après deux ans passés dans ce refuge, où ils sont rejoints par quatre autres personnes, le groupe, probablement trahi, est arrêté le 4 août 1944 puis déporté le 3 septembre 1944 vers le centre d'extermination d'Auschwitz-Birkenau. Sept mois après son arrestation, Anne meurt du typhus dans le camp de Bergen-Belsen, quelques jours après sa sœur Margot. Le camp est libéré par des troupes britanniques le 15 avril 1945 et Amsterdam est libérée le 5 mai 1945.
Le père d'Anne Frank, Otto, unique survivant du groupe, revient à Amsterdam à la fin de la guerre et apprend que le journal intime d'Anne, dans lequel elle relate sa vision des événements du 12 juin 1942 jusqu'au 1er août 1944, a été préservé. Convaincu du caractère unique de ce texte, il décide de le faire éditer : le texte original en néerlandais est publié en 1947 après avoir été expurgé de certains passages jugés trop intimes, sous le titre Het Achterhuis: Dagboekbrieven van 12 Juni 1942 – 1 Augustus 1944 (« La maison annexe : notes du journal du 12 juin 1942 au 1er août 1944 »).
Décrit comme le travail d'un esprit mûr et perspicace, Le Journal d'Anne Frank donne un point de vue intime et particulier sur la vie quotidienne pendant l'occupation nazie. Ce journal, montrant le destin tragique d'une adolescente, a fait d'elle l'une des victimes emblématiques de la Shoah, le texte étant traduit dans plus de 70 langues, et est devenu un des livres les plus lus au monde. Plusieurs films, téléfilms, pièces de théâtre et opéras s'en sont inspirés.

## Biographie

### Famille et enfance

#### En Allemagne

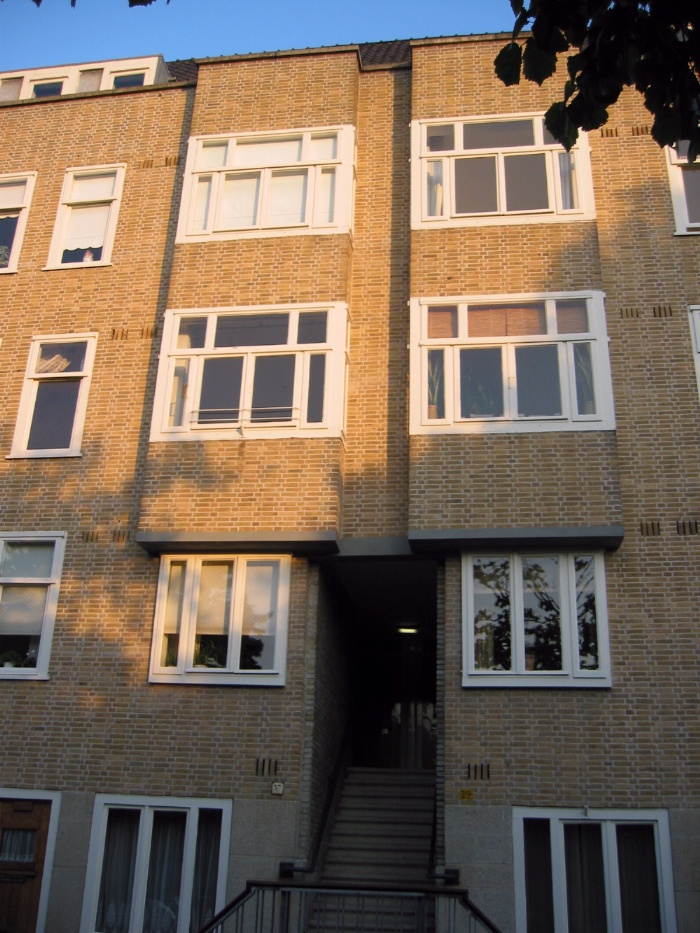
Immeuble sur le Merwedeplein où Anne Frank vécut de 1934 à 1942.

Anne Frank, seconde fille d'Otto Heinrich Frank (12 mai 1889 – 19 août 1980) et d'Edith Frank-Holländer (16 janvier 1900 – 6 janvier 1945), naît le 12 juin 1929 à Francfort-sur-le-Main en Allemagne. Elle a une sœur prénommée Margot (16 février 1926 – mars 1945). Son prénom de naissance est Annelies Marie, mais pour sa famille et ses amis, elle est simplement « Anne ». Son père l'appelle parfois « Annelein » (« petite Anne »).
En Allemagne, la famille juive vit dans une communauté mixte de citoyens juifs et non juifs, et les enfants grandissent en côtoyant des amis de confessions catholique, protestante et juive. Les Frank sont juifs réformistes, pratiquant des traditions de la foi juive, sans observer l'ensemble des coutumes. Dans la famille, Edith est la plus dévouée à sa foi. Otto Frank, ancien officier allemand décoré pendant la Première Guerre mondiale, veut poursuivre ses études et possède une importante bibliothèque ; les deux parents encouragent leurs filles à lire.
En mars 1933, les élections pour renouveler le conseil municipal de Francfort voient le parti nazi d'Adolf Hitler l'emporter. Des manifestations antisémites ont immédiatement lieu, et les Frank commencent à craindre pour leur sécurité s'ils restent en Allemagne. Plus tard, la même année, Edith et les enfants se rendent à Aix-la-Chapelle pour habiter avec Rosa Holländer, la mère d'Edith. Otto Frank reste à Francfort, mais après avoir reçu une offre pour démarrer une affaire à Amsterdam, il s'y rend pour organiser la société et préparer la venue de sa famille.

#### Aux Pays-Bas

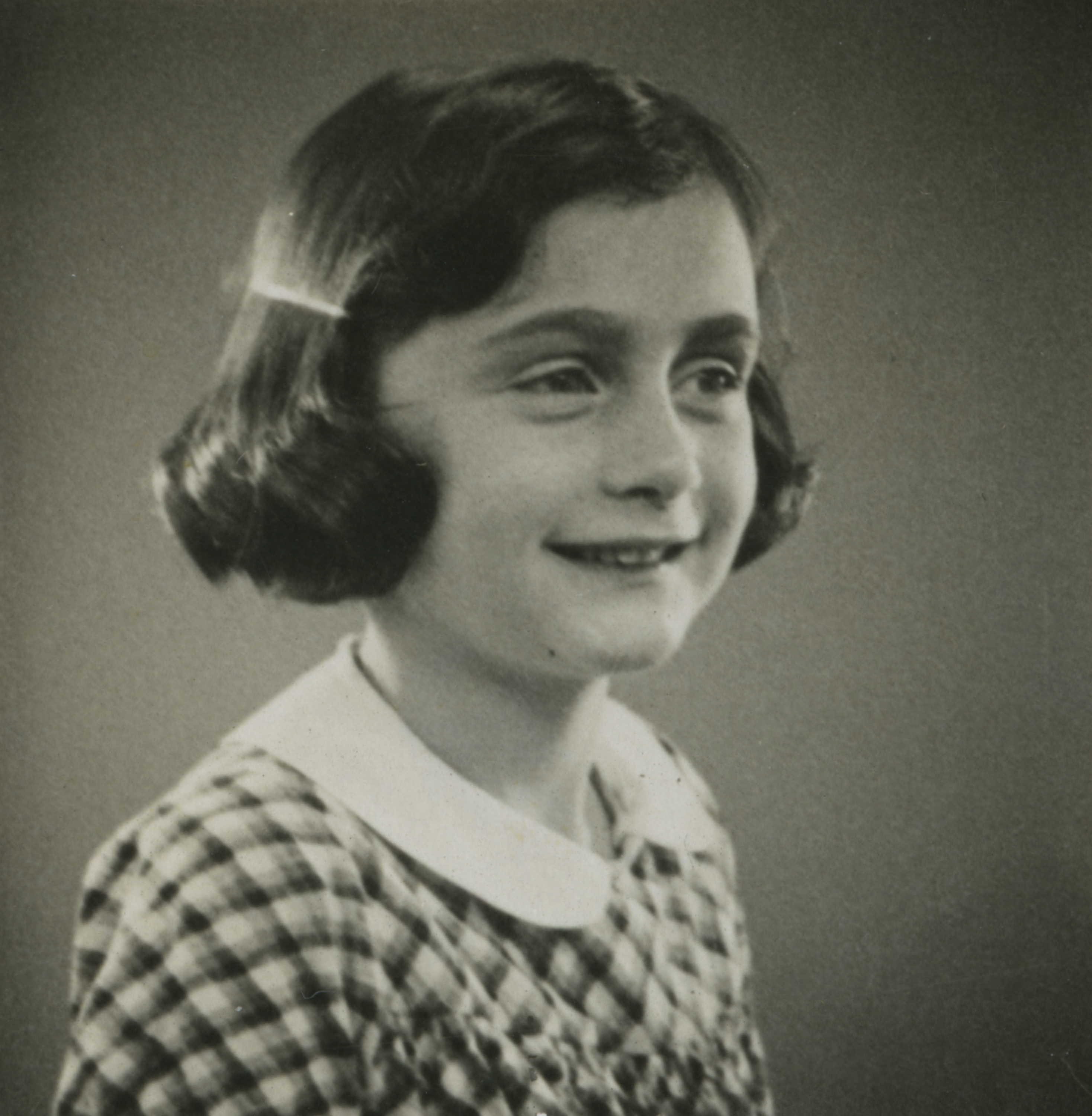
Anne Frank (1935).

À Amsterdam, Otto Frank commence à travailler chez Opekta Werke, une société qui vend la pectine extraite des fruits. Edith Frank arrive en novembre et trouve un appartement à Merwedeplein dans la banlieue sud d'Amsterdam. Dans le quartier, ils retrouvent de nombreux autres Juifs ayant fui l’Allemagne.

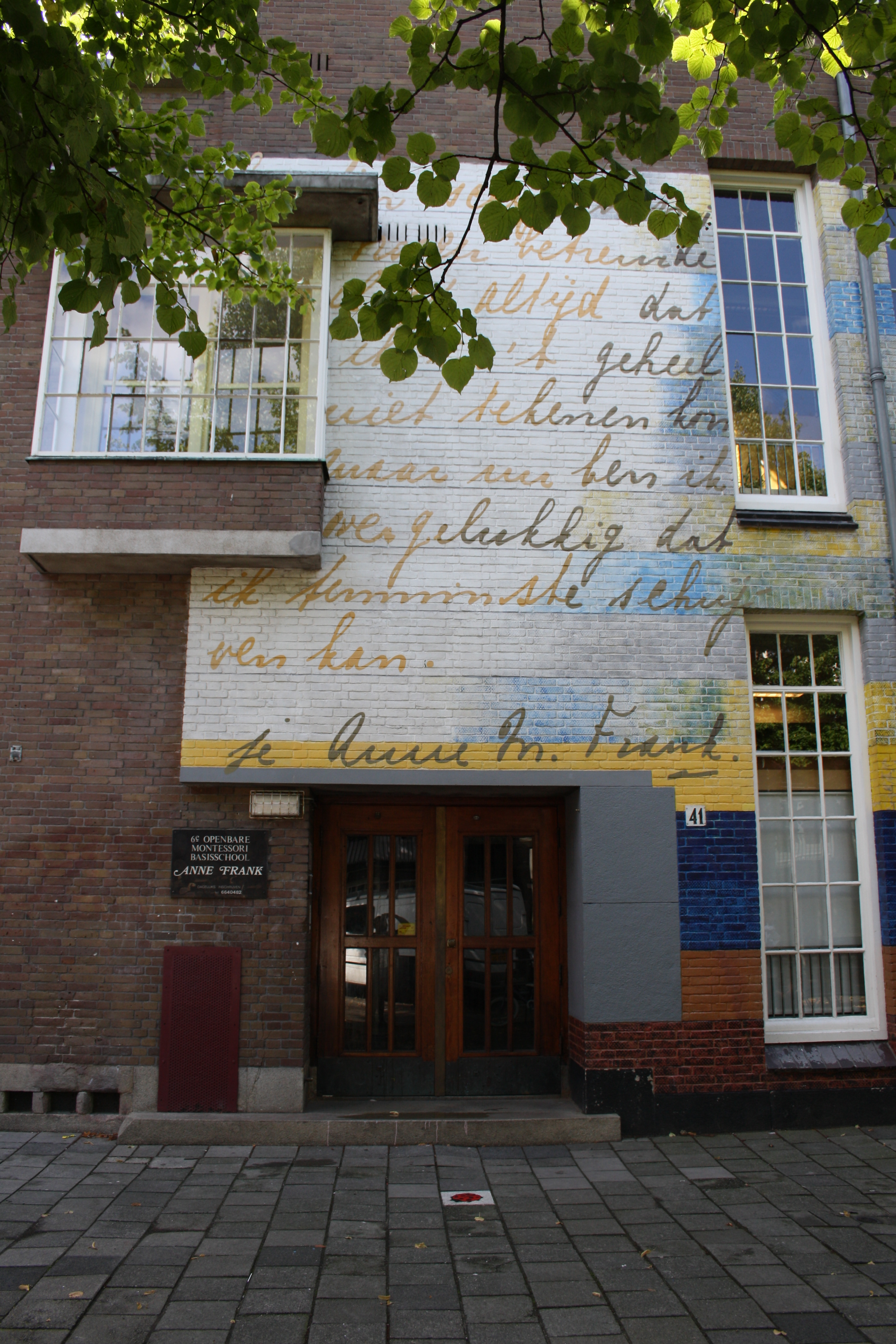
Entrée de l'école Montessori à Rivierenbuurt, qu'Anne Frank fréquentait ; sa façade affiche actuellement plusieurs pages du Journal d'Anne Frank.

Margot arrive en décembre à Amsterdam et Anne en février 1934, et les deux filles sont inscrites à l'école : Margot dans une école publique et Anne dans une école montessorienne. Elles apprennent le néerlandais, s’adaptent rapidement à la vie aux Pays-Bas et elles se font des amies. Margot montre ses facultés en arithmétique et Anne découvre ses aptitudes à la lecture et l'écriture. Son amie Hannah Goslar se rappellera plus tard que pendant sa tendre enfance, Anne écrivait régulièrement, cachant ses écrits avec sa main et refusant de discuter du contenu de ceux-ci. Ces écrits précoces n'ont pas traversé l'histoire et ont été égarés. Anne et Margot ont deux personnalités bien distinctes ; Margot est maniérée, réservée et studieuse tandis qu'Anne est expressive, énergique et extravertie. En 1938, Otto Frank démarre une seconde affaire en partenariat avec Hermann van Pels, un boucher qui avait fui Osnabrück en Allemagne avec sa famille. En 1939, Rosa Holländer, la mère d'Edith, vient vivre avec les Frank et reste avec eux jusqu'à sa mort en janvier 1942.

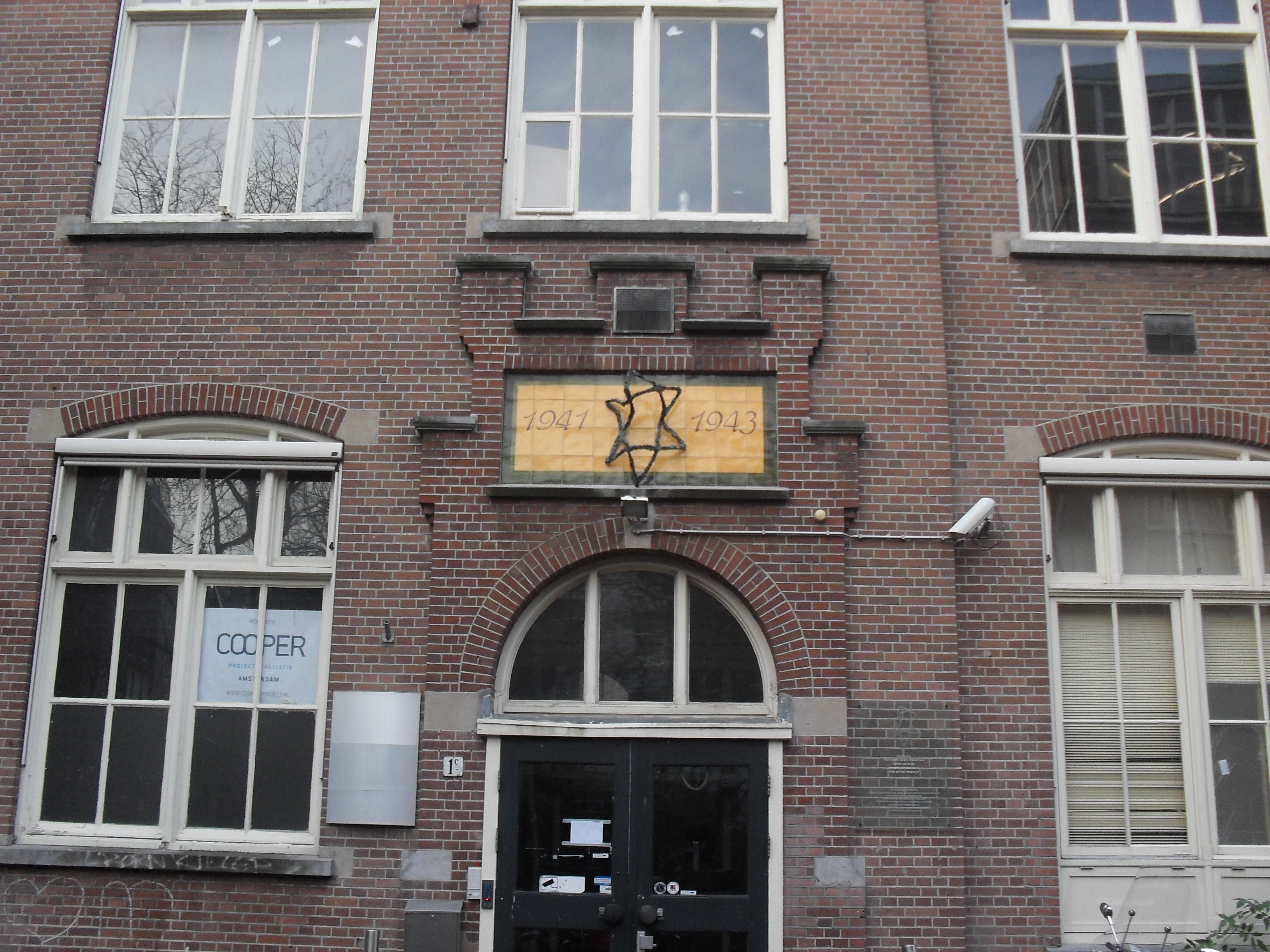
Lycée juif à Amsterdam où Anne Frank et Hanneli Goslar sont contraintes d'étudier.

En mai 1940, l'Allemagne nazie envahit les Pays-Bas et l'armée néerlandaise se rend quelques jours plus tard. Le gouvernement d'occupation commence à persécuter les Juifs en instaurant des lois répressives et discriminatoires, l'inscription obligatoire et la ségrégation des Juifs s'ensuivent rapidement. Otto perd son commerce en vertu d'une loi interdisant aux Juifs d'avoir leur propre entreprise. Margot et Anne excellent alors dans leurs études et ont de nombreux amis, mais en raison de l'application d'un décret statuant que les enfants juifs ne peuvent suivre des cours que dans des écoles juives, elles sont contraintes de s'inscrire au lycée juif. Durant cette scolarité, elle sera adepte du bavardage, notamment en arithmétique où son professeur la surnommera "Mistress Chatterback".
En 1938 et 1941, Otto Frank tente d'obtenir des visas pour sa famille dans le but d'émigrer aux États-Unis ou à Cuba, mais toutes ses tentatives échouent.
Le 22 juillet 1941, le mariage de son voisin a lieu, au cours duquel elle sera filmée durant 20 secondes. C'est le seul film que nous avons de sa vie.

### Période décrite dans le journal

#### Avant de se rendre dans l'Annexe

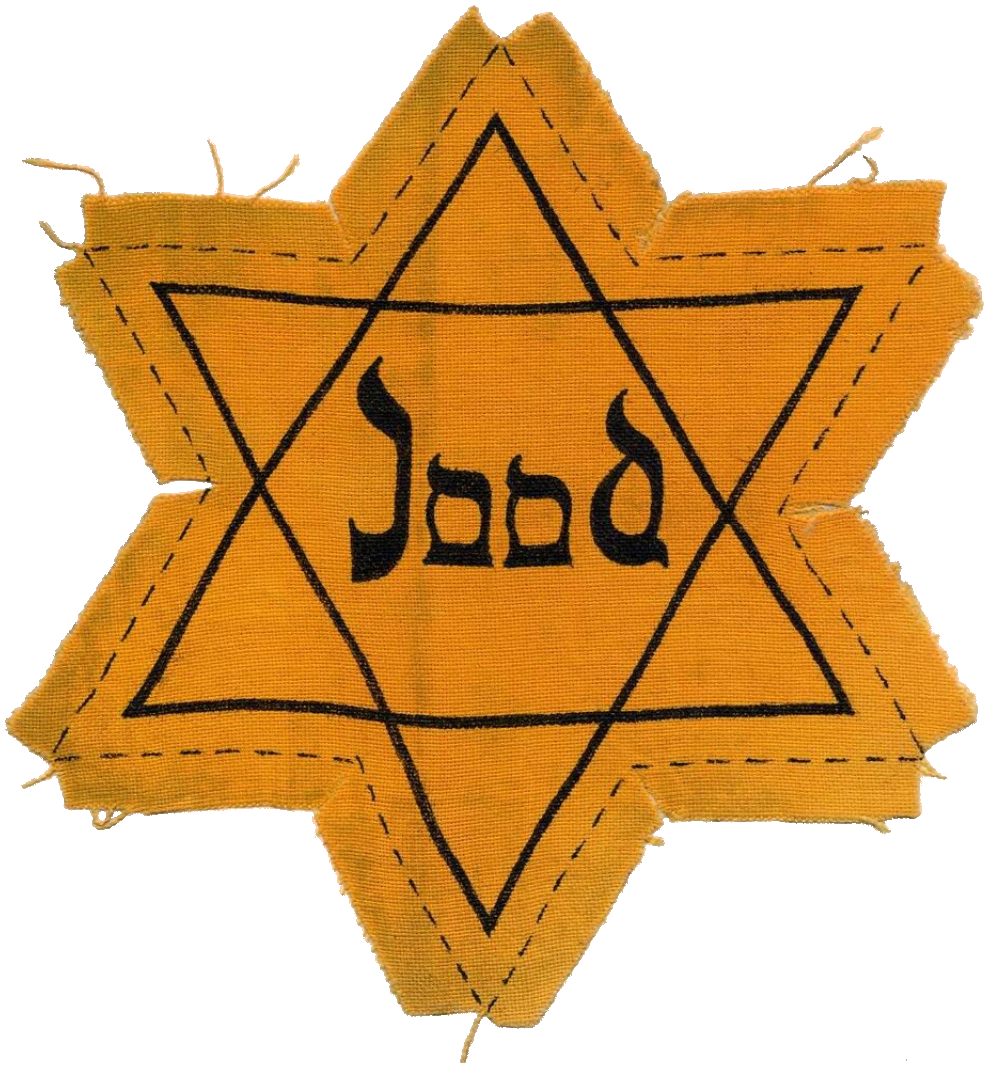
Étoile jaune que tous les juifs devaient porter pendant l'occupation des nazis à partir de 1942 en France ou aux Pays-Bas.

Pour son treizième anniversaire le 12 juin 1942, Anne reçoit un carnet qu'elle avait montré à son père dans un magasin quelques jours plus tôt. Bien que ce soit un livre d'autographes, relié avec un morceau de tissu rouge et blanc et muni d'une petite fermeture à l'avant, Anne décide de l'utiliser comme journal intime. Elle commence à y écrire presque immédiatement, se décrivant personnellement, décrivant sa famille et ses amis, sa vie à l'école, ses « admirateurs » et les endroits du voisinage qu'elle aime visiter. Lorsqu'elle y écrit, elle s'adresse à « Kitty », une amie imaginaire. Si ces premiers écrits montrent que sa vie est celle d'une écolière typique, ils abordent également les changements dont Anne est témoin depuis le début de l'occupation allemande. Quelques références sont apparemment occasionnelles et non soulignées. Néanmoins, en quelques passages, Anne fournit plus de détails sur l'oppression grandissante. Par exemple, elle écrit à propos de l'étoile jaune que les Juifs sont obligés de porter en public, et liste quelques restrictions et persécutions qui bouleversèrent la vie de la population juive d'Amsterdam.

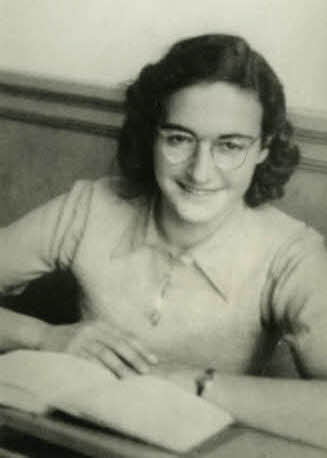
Margot Frank au lycée juif (décembre 1941).

Outre son journal, Anne écrit quelques nouvelles, entame un roman ou prend des notes de lecture dont elle établit un florilège.
Au début de juillet 1942 les Allemands commencent à convoquer les Juifs aux Pays-Bas pour être déportés. Le 5 juillet 1942, Margot, âgée de 16 ans, reçoit une convocation de l'Office central pour l'émigration juive (Zentralstelle für jüdische Auswanderung) lui ordonnant de se présenter pour être relogée dans un camp de travail en Allemagne. Les parents Frank suspectent le danger et prennent une décision. Le lendemain matin, on explique alors à Anne et Margot le plan qu'Otto a préparé avec ses employés les plus fidèles : la famille va se cacher dans des pièces au-dessus et à l'arrière des bureaux de la société Opekta sur le Prinsengracht, une rue le long d'un des canaux d'Amsterdam.

#### Vie dans l'Annexe(Achterhuis)

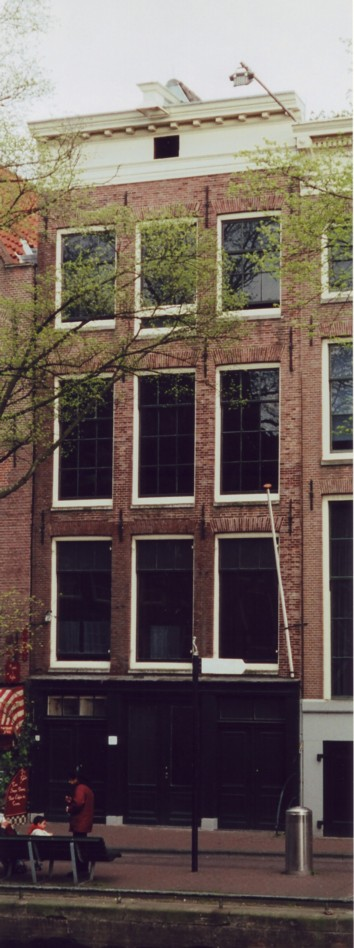
Façade de l'immeuble de la société Opekta sur le Prinsengracht en 2002. Les bureaux d'Otto Frank se situaient à l'avant du bâtiment tandis que l'Annexe se trouvait à l'arrière.

##### Départ pour l'Annexe
Le matin du 6 juillet 1942, la famille va ainsi s'installer dans la cachette de l'Annexe sise 263, Prinsengracht. Leur appartement est laissé dans un désordre apparent pour donner l'impression qu'ils sont partis soudainement, et Otto laisse une note indiquant qu'ils sont allés en Suisse. La nécessité du secret de l'opération les contraint à abandonner le chat d'Anne, Moortje. Comme les Juifs n'ont pas le droit d'utiliser les transports publics, ils doivent marcher quatre kilomètres depuis leur appartement, chacun revêtant plusieurs couches de vêtements pour qu'on ne s'aperçoive pas qu'ils transportent des valises.

##### Disposition du lieu
L'Annexe (Achterhuis) est un espace à trois niveaux à l'arrière du bâtiment auquel on accède par un palier situé au-dessus des bureaux de la société Opekta. L'immeuble principal, situé à un bloc de Westerkerk, est un vieux bâtiment typique des quartiers au centre d'Amsterdam.
Au premier niveau se trouvent deux petites pièces avec une salle de bains et des toilettes adjacentes. Au-dessus, il y a un vaste espace ouvert avec une petite pièce adjacente. Depuis cette petite pièce, une échelle donne sur le grenier.
La porte de l’Annexe est par la suite cachée par une bibliothèque pour éviter qu'elle ne soit découverte.

##### Protecteurs et aidants

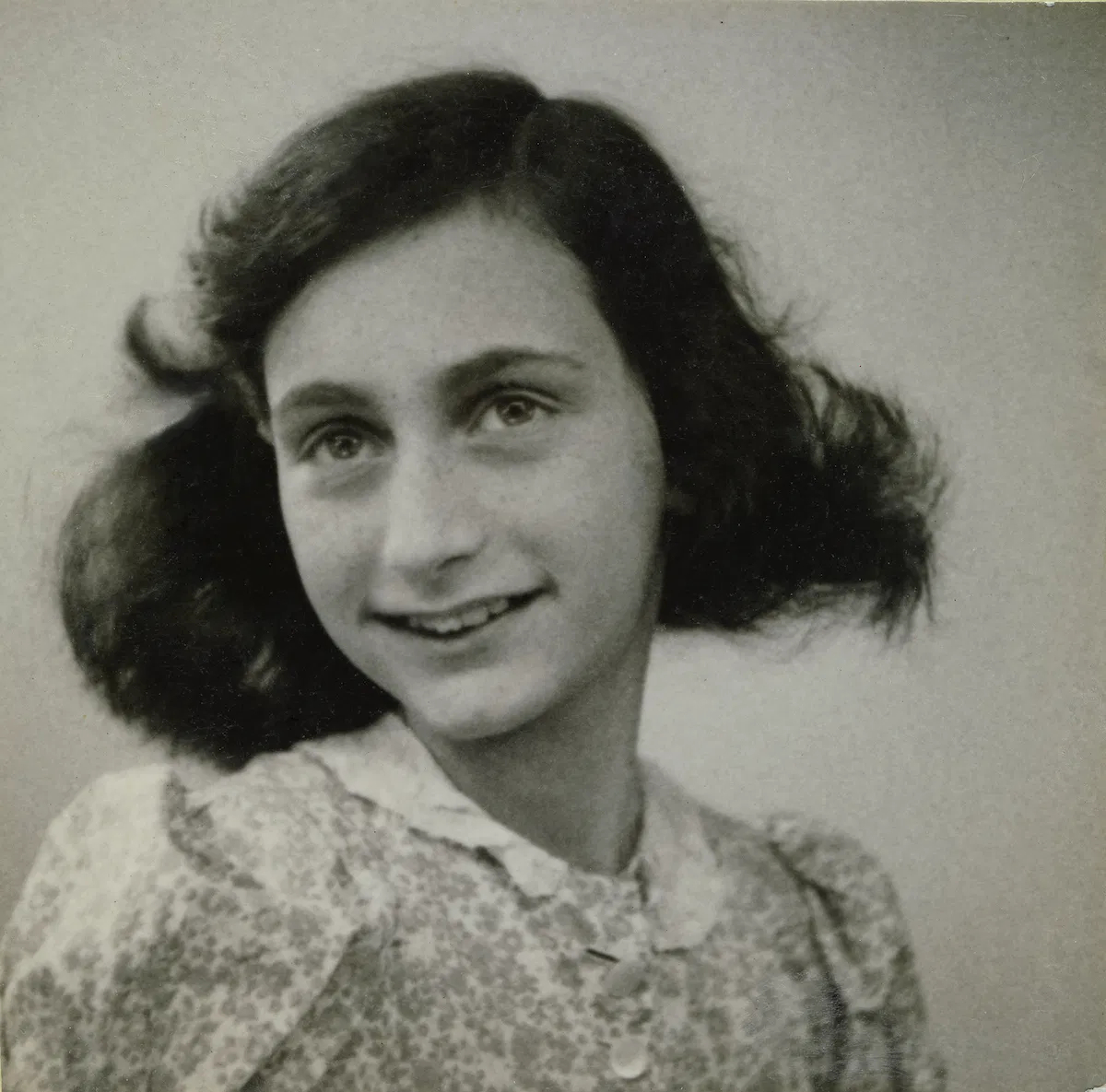
Dernière photographie connue d'Anne Frank, sur son passeport (1942).

Victor Kugler, Johannes Kleiman, Miep Gies et Bep Voskuijl sont les seuls employés qui savent que la famille Frank se cache. Eux quatre, ainsi que Jan Gies, mari de Miep, et Johannes Hendrik Voskuijl, père de Bep, aident les clandestins pendant la durée de leur confinement.
Ils sont les seuls contacts entre les résidents de l'Annexe et le monde extérieur ; ils les tiennent au courant des nouvelles de la guerre et des événements politiques. Ils subviennent à tous leurs besoins, assurent leur sécurité et les ravitaillent en nourriture, une tâche de plus en plus difficile à mesure que le temps passe. Ils sont tous conscients du fait qu'ils encourent la peine de mort s’ils sont pris à cacher des Juifs. Anne évoque dans son journal leur dévouement et leurs efforts pour leur soutenir le moral pendant les moments les plus dangereux.
Dans la journée, les clandestins doivent se montrer très prudents et rester silencieux afin que le personnel des bureaux ne les entende pas. À midi, lorsque les employés rentrent chez eux, les protecteurs se rendent souvent à l’Annexe pour y prendre leur repas. Les clandestins attendent toujours leur visite avec impatience.

##### Arrivée des van Pels et de Pfeffer

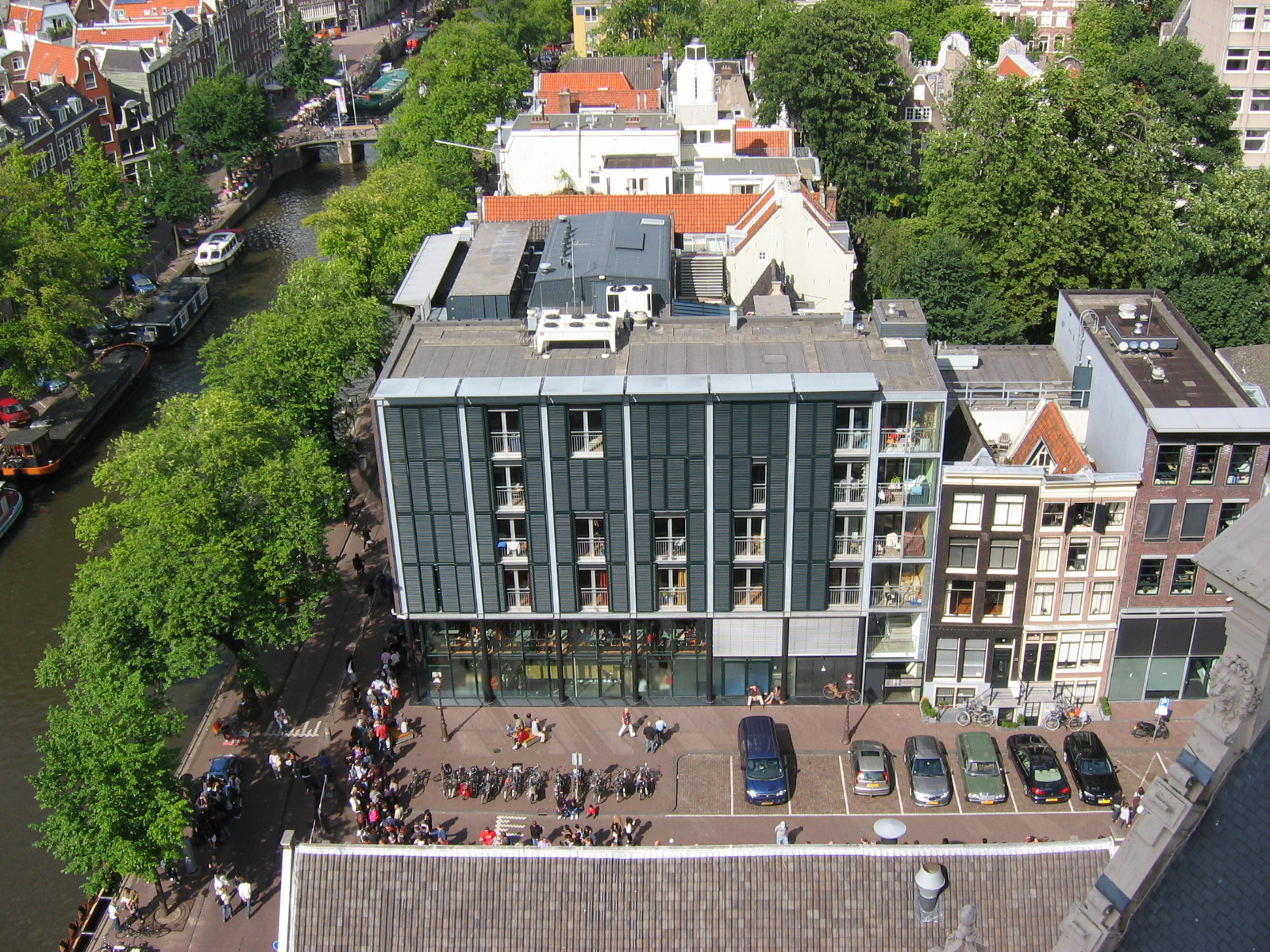
À l'avant-plan, le centre d'accueil du Musée Anne Frank ; l'Annexe est la maison au centre avec un toit en pente. Vue depuis le clocher de l'église Westerkerk.

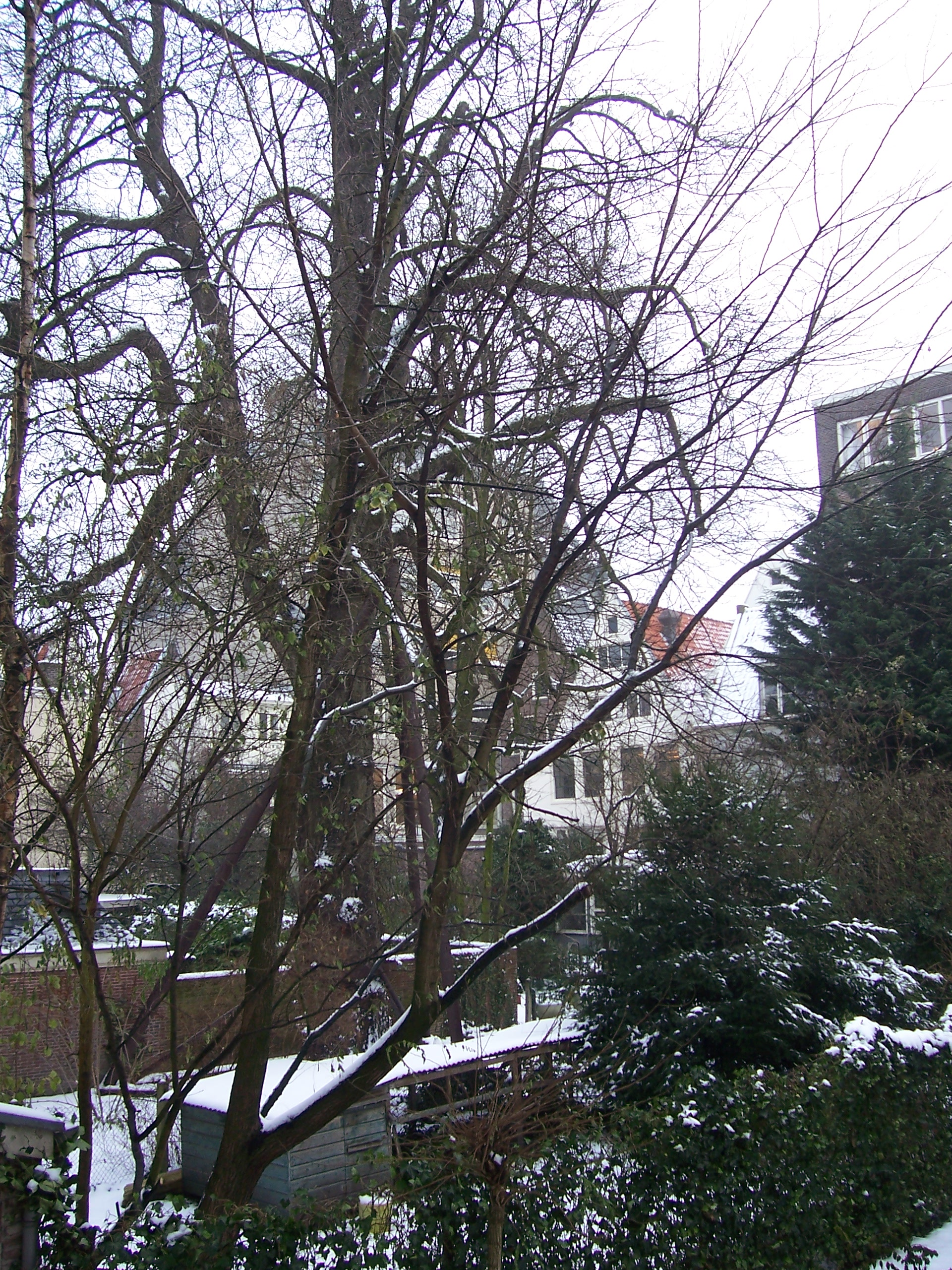
Photographie prise depuis la lucarne du grenier de l’Annexe. Le marronnier que pouvait voir Anne Frank est tombé en août 2010.

Le 13 juillet 1942, soit une semaine après son arrivée, la famille Frank est rejointe par la famille van Pels (rebaptisée Van Daan dans le livre — la plupart des noms ayant été modifiés, hormis la famille Frank) : Hermann, Augusta ou Auguste (rebaptisée Petronella), et leur fils Peter âgé de 16 ans, puis en novembre par Fritz Pfeffer, un dentiste et ami de la famille (rebaptisé Düssel).
Anne écrit son plaisir d'avoir de nouvelles personnes à qui parler, mais des tensions surviennent rapidement dans le groupe, forcé de vivre dans un environnement encore plus restreint. Après avoir partagé sa chambre avec Pfeffer, elle le trouve insupportable, et elle se dispute avec Augusta, qu'elle considère comme une idiote.

Ses relations avec sa mère sont également tendues et Anne écrit qu'elles ont peu de choses en commun, sa mère étant trop distante. Bien qu'elle ait parfois eu des disputes avec Margot, elle écrit à propos du lien inattendu qui se développa entre elles, bien qu'elle reste émotionnellement plus proche de son père. Elle évoque sa relation naissante avec Peter.

##### Activités, pensées et sentiments
Anne passe l'essentiel de son temps à lire et étudier, tout en continuant à écrire son journal. En plus de fournir une description des événements dans leur ordre chronologique, elle écrit également à propos de ses sentiments, sa peur de vivre cachée, ses croyances, ses ambitions parmi lesquelles celle de devenir journaliste et écrivain, des thèmes qu'elle ne pense pouvoir partager avec personne. À mesure que sa confiance dans son style d'écriture grandit et qu'elle devient plus mûre, les sujets qu'elle aborde deviennent plus abstraits, comme sa croyance en Dieu et la manière dont elle définit la nature humaine.

Jusqu'au printemps 1944, Anne écrit ses lettres pour elle seule, jusqu'au moment où elle entend, à la Radio Orange (radio de Londres), le ministre de l'Éducation du gouvernement néerlandais en exil dire qu'après la guerre, il faudrait rassembler et publier tout ce qui avait trait aux souffrances du peuple néerlandais pendant l'occupation allemande. Il cite à titre d'exemple, entre autres, les journaux intimes. Frappée par ce discours, Anne décide de publier un livre après la guerre, son journal intime devant servir de base. Elle entame alors un travail de réécriture, corrigeant ou supprimant les passages qu'elle juge peu intéressants, et en ajoutant d'autres en puisant dans sa mémoire. Elle crée des pseudonymes pour les membres de l'Annexe et les personnes qui les aident. Anne retranscrit son journal sur de fines feuilles de papier qui viennent du bureau, dans l'espoir d’en faire un roman intitulé Het Achterhuis (« L’Annexe »). Parallèlement, elle continue à écrire régulièrement son journal original, jusqu'à sa dernière lettre qui date du 1er août 1944. Son grand rêve était de devenir écrivain : 
« Deviendrai-je jamais une journaliste et un écrivain ? Je l’espère tant, car en écrivant je peux tout consigner, mes pensées, mes idéaux et les fruits de mon imagination », écrit-elle le 5 avril 1944.

### Arrestation

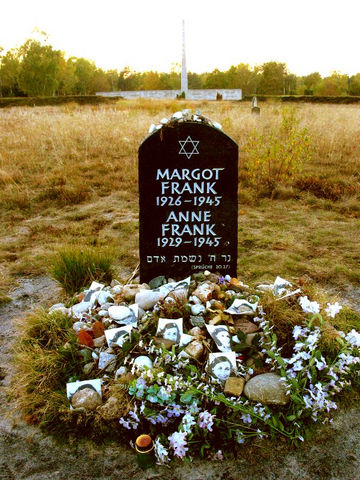
Mémorial en hommage à Anne et Margot Frank sur le site de Bergen-Belsen, garni de fleurs et de dessins.

Le 4 août 1944, entre 10 h et 10 h 30, l'Annexe est découverte par le Sicherheitsdienst (les services de sécurité de la police allemande), dits aussi Grüne Polizei (« Police verte »), soit sur l’indication d'un informateur qui n'a jamais pu être identifié formellement,,, soit à la suite d'une descente de police visant d'autres activités « illicites ».
Mené par le Schutzstaffel Oberscharführer (sous-officier SS) Karl Silberbauer du Sicherheitsdienst, le groupe comprend au moins trois membres néerlandais au service de la police allemande, en civil mais armés. Lorsque Silberbauer entre dans la maison, il semble savoir précisément où il doit se rendre. Il se dirige droit vers la « porte-bibliothèque » pivotante qui cache la porte d'accès à l'Annexe et exige qu'on l'ouvre. Silberbauer poste quelques hommes dans l'Annexe en attendant l'arrivée d'un véhicule pour emmener les clandestins. Alors qu'il interroge Otto Frank, Silberbauer voit une sacoche en cuir dont il vide le contenu, sans doute avec l'idée d'y trouver des bijoux. Elle ne contient que des feuilles de papier et divers livres. Parmi eux, se trouve le journal d'Anne. Le SS demande alors à Otto s'il se trouve dans la cachette quelques bijoux ou de la monnaie. Otto lui indique alors de la main les meubles contenant les quelques bijoux et monnaies en leur possession. Silberbauer poursuit son interrogatoire en demandant ensuite depuis quand ils vivent reclus dans leur cachette. « Deux ans », lui répond-on. Devant l'incrédulité du SS face à une telle durée, Otto fait remarquer alors, sur le mur à côté de l'officier, de nombreux traits horizontaux marqués à l'encre violette. Ces diverses lignes étaient datées depuis le début de leur cachette en 1942 et représentaient les tailles successives de Margot et d'Anne. Alors que le sous-officier indique à voix haute qu'il octroie cinq minutes aux clandestins pour réunir leurs affaires, il continue de parler avec Otto et est particulièrement surpris d'apprendre que ce dernier est un vétéran de la Grande Guerre, avec le grade d'officier dans l'armée de terre allemande au moment de l'armistice de 1918.
Selon une étude publiée en 2016 par la Maison d'Anne Frank, il se pourrait que les personnes dénoncées à la police ne fussent pas les Frank. Il y avait dans l'immeuble des trafiquants de coupons illégaux d'alimentation, qui, d'ailleurs, en fournissaient aux Frank. De plus, la compagnie employait du personnel non déclaré. « Une compagnie où des gens travaillaient illégalement et où deux représentants de commerce avaient été arrêtés pour trafic de coupons d'alimentation courait évidemment le risque d'attirer l'attention des autorités », lit-on dans cette étude, qui relève encore que les policiers qui découvrirent la famille Frank n'étaient pas occupés en général à la traque des Juifs, mais à des enquêtes sur des affaires de monnaie, de garanties financières et de bijouterie.
En janvier 2022, Vince Pankoke, un ancien agent du FBI, annonce après cinq ans d'enquête que le dénonciateur le plus probable serait Arnold van den Bergh, notaire et chef du conseil de la communauté juive (Judenrat) d'Amsterdam, qui a informé la police nazie pour « rester en sécurité »,,. Arnold van den Bergh a reçu pour lui et sa famille une exemption de déportation mais celle-ci fut annulée au moment de la dénonciation de la famille Frank. La famille d'Arnold van den Bergh ne fut toutefois pas envoyée dans les camps d'extermination. Une lettre, dénonçant le notaire comme le traître, avait été envoyée au père d'Anne Frank après la guerre. Cette révélation ne fait toutefois pas l'unanimité et des historiens ainsi que le Fonds Anne Frank expriment de vives réserves sur la façon dont cette enquête a été menée,. Pour l'essayiste Dara Horn, l'identité du nouveau responsable de la dénonciation de la famille Frank ferait de la Shoah « la faute des Juifs », en effaçant toute responsabilité des autres.

### Déportation
Ce même 4 août 1944, les huit occupants de l'Annexe ainsi que leurs protecteurs Victor Kugler et Johannes Kleiman sont embarqués dans des camions et emmenés pour être interrogés, tandis que Miep Gies et Bep Voskuijl ne sont pas interpellées. Plus tard, Miep Gies et Bep Voskuijl reviennent à l'Annexe où elles trouvent le journal et les écrits d'Anne, plus de 300 pages manuscrites, éparpillées sur le sol. Elles les récupèrent ainsi que plusieurs albums de famille et Miep cache le tout dans le tiroir de son bureau, projetant de les rendre à Anne après la guerre.

#### Quartier général de la Gestapo

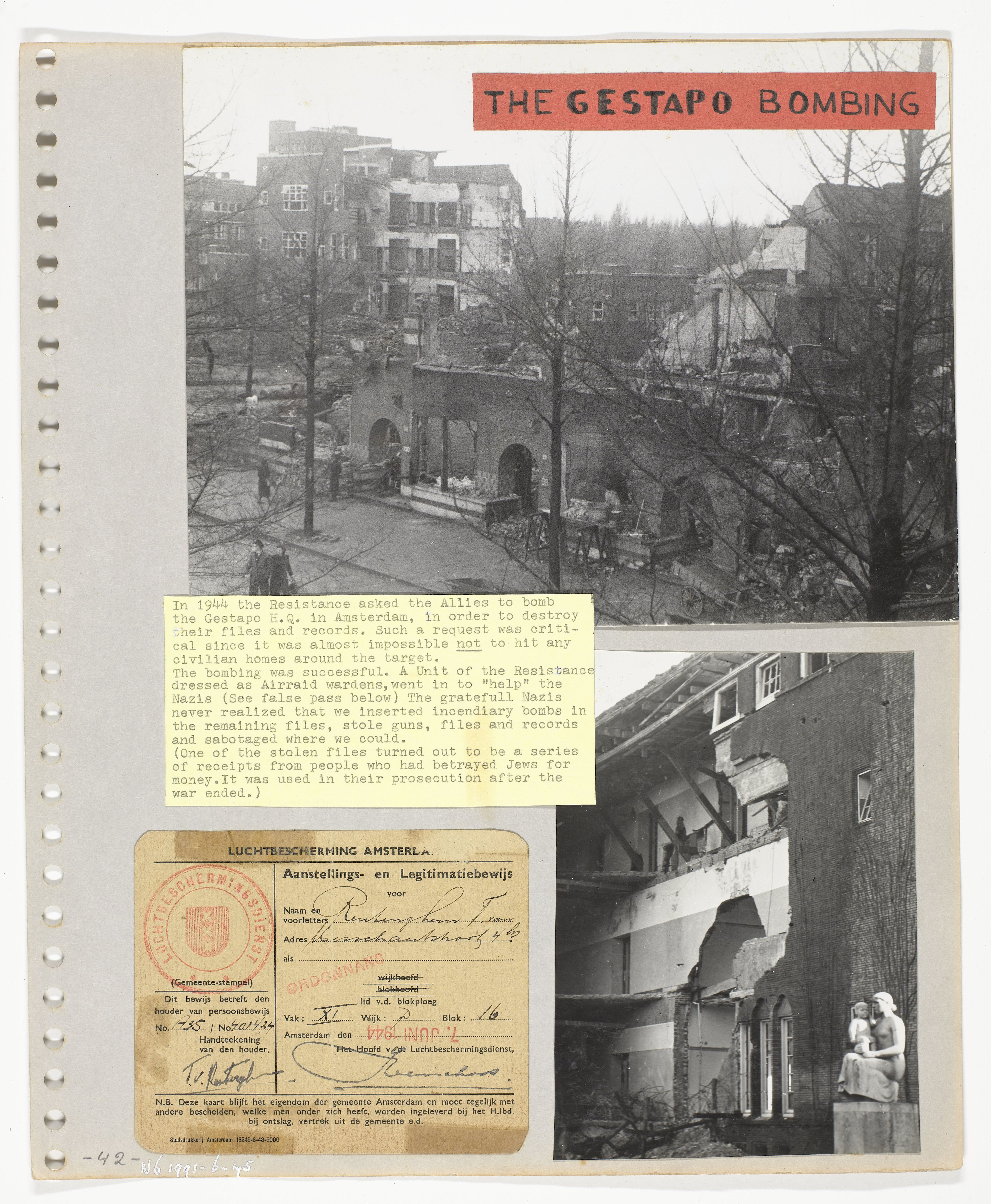
Siège de la Gestapo bombardé par les Anglais à Amsterdam (novembre 1944).

Les prisonniers sont transportés au quartier général de la Gestapo dans le sud d'Amsterdam, où ils sont interrogés et détenus toute la nuit.
Otto Frank se tourne vers Johannes Kleiman et lui dit à voix basse : « Vous ne pouvez vous imaginer ce que je ressens. De penser que vous vous trouvez là parmi nous, que par notre faute… » « N'y pensez plus, répond Kleiman. Ce choix m'appartenait et je referais exactement la même chose. »

#### Prison de Weteringschans

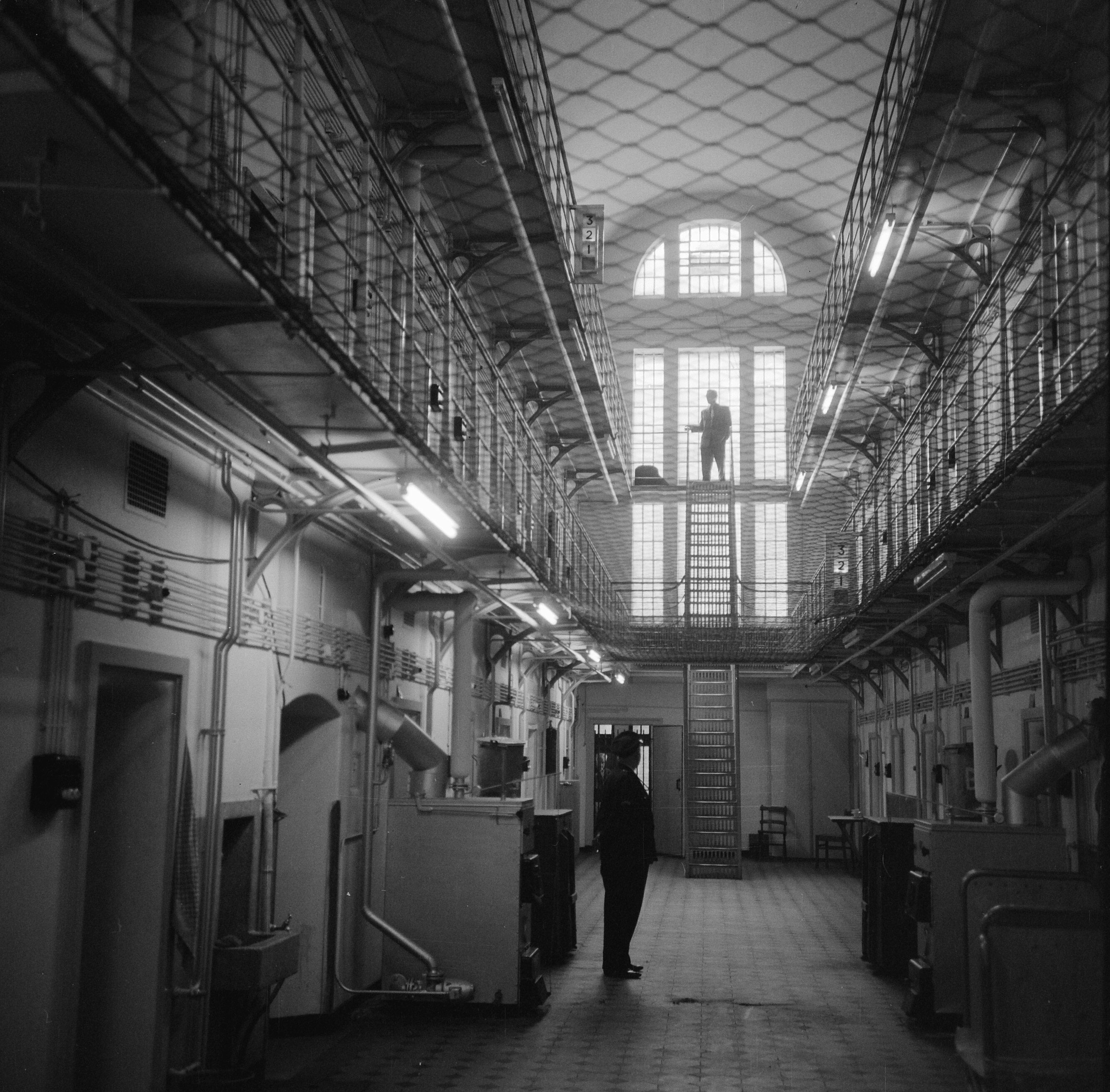
Intérieur de la prison Klein Gartmanplantsoen Weteringschans où Anne Frank et sa famille sont détenues.

Le 5 août, ils sont transférés à la Huis van Bewaring (maison de détention), une prison surpeuplée sur le Weteringschans. Là, il n'y a pas d'installations sanitaires et les prisonniers juifs doivent marcher dans la cour pendant des heures en criant : « Je suis juif, tuez-moi, c'est de ma faute ! »,.

#### De la gare d'Amsterdam
Le 8 août, les huit prisonniers sont amenés à la gare centrale d'Amsterdam. Janny Brilleslijper et sa sœur, la chanteuse Lin, des résistantes qui ont été arrêtées et séparées de leurs maris et de leurs enfants, se trouvent dans la foule. Janny remarque aussitôt les Frank : 
« Notre attention a été attirée par deux filles à l’allure sportive, habillées de survêtements et harnachées de sacs à dos. On aurait cru qu’elles partaient à la neige. Elles avaient l’air heureuses de se trouver à l’air libre, de respirer, de bouger comme après une longue captivité. J’ai remarqué leur teint pâle, anémié. Il régnait une atmosphère un peu irréelle dans cette gare, le bleu du ciel, la douceur du soleil et tous ces gens qu’on poussait dans les trains. Anne regardait autour d’elle comme si elle n’avait vu personne depuis très longtemps. » 
Le train qui doit leur faire quitter Amsterdam ressemble à un train ordinaire, sauf que les portes sont verrouillées une fois les passagers à bord. Les Frank ne s'en inquiètent pas outre mesure : 
« Nous étions de nouveau réunis, explique Otto, et nous avions reçu quelques vivres pour le voyage. Nous savions où nous allions, c’était un peu comme si on partait de nouveau en voyage, ou comme si on faisait une excursion, et nous étions réellement enjoués. Tout au moins, si l’on compare ce voyage à ce qui allait suivre… Nous avions entendu parler des déportations en Pologne, et nous savions ce qui se passait à Auschwitz, Treblinka et Madjanek, mais l'armée russe n'avait-elle pas progressé en Pologne ? La guerre était tellement avancée que nous pouvions placer quelque espoir dans la chance. Alors que le train roulait, nous espérions que la chance serait avec nous. » 
Durant le trajet, Anne regarde par la fenêtre, fascinée par le paysage.

#### Camp de Westerbork

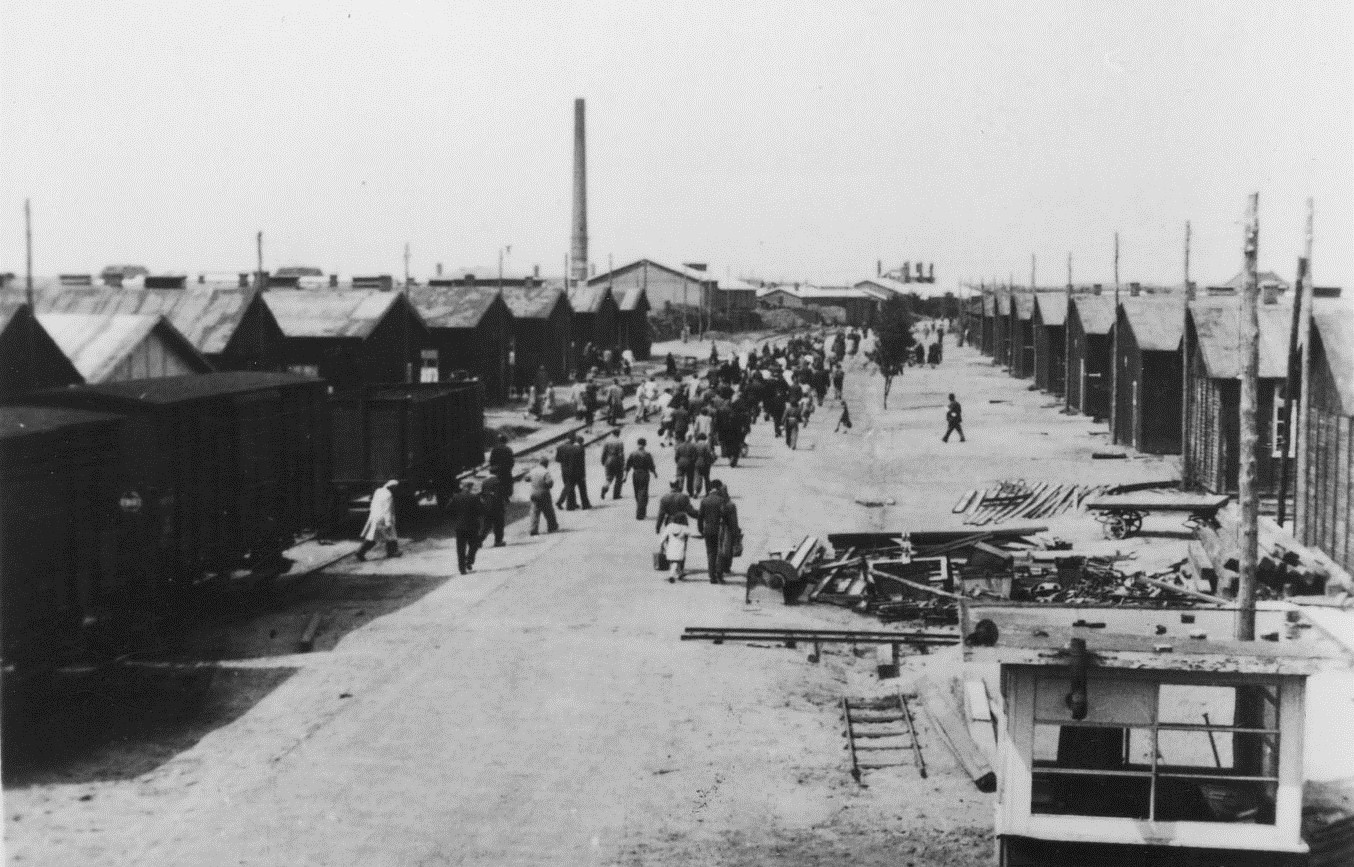
Route principale (« boulevard des Misères ») au camp Westerbork (1944-1945).

Dans l'après-midi du 8 août 1944, le train arrive au camp de Westerbork (camp de regroupement et de transit), situé dans la province de la Drenthe, à environ cent vingt kilomètres au nord d'Amsterdam. À l'époque, plus de 100 000 Juifs y transitent.

À leur arrivée, les Frank, les Van Pels et Pfeffer se prêtent à la routine des nouveaux arrivants. Des officiers les font descendre à la hâte du train et les dirigent vers les bureaux d'enregistrement, sur la place principale. On leur délivre des cartes de rationnement tout en remplissant des formulaires et des fiches. Puis, il leur faut s'acquitter des mêmes formalités au bureau de classification et au bureau du logement. Vera Cohn, qui interroge les Frank, en garde un vif souvenir : 
« Un petit groupe, Monsieur Frank, sa femme et ses deux filles, un autre couple avec un fils, et un dentiste : tous s’étaient cachés ensemble à Amsterdam. Monsieur Frank était un homme charmant, courtois et cultivé. Il se posta devant moi, grand et bien droit. Il répondit tranquillement à mes questions de routine. Anne se tenait à côté de lui. Par certains côtés, elle n’était pas jolie, mais ses yeux, vifs, jeunes, avides, intriguaient. Elle avait quinze ans alors. Aucun des Frank ne semblait désespéré. Leur maintien, comme ils se regroupèrent autour de mon bureau, respirait le calme et la dignité. » 
Ayant été arrêtés alors qu'ils se cachaient, les habitants de l'Annexe sont considérés comme « criminels » et sont envoyés dans le quartier disciplinaire pour y réaliser de lourds travaux. Dans la journée, ils doivent ouvrir des piles et en retirer le métal. C’est un travail salissant et le métal est nocif, mais les prisonniers ont le droit de se parler et Anne et Peter restent la plupart du temps ensemble dès qu'ils en ont la possibilité.

#### Camp d'Auschwitz-Birkenau

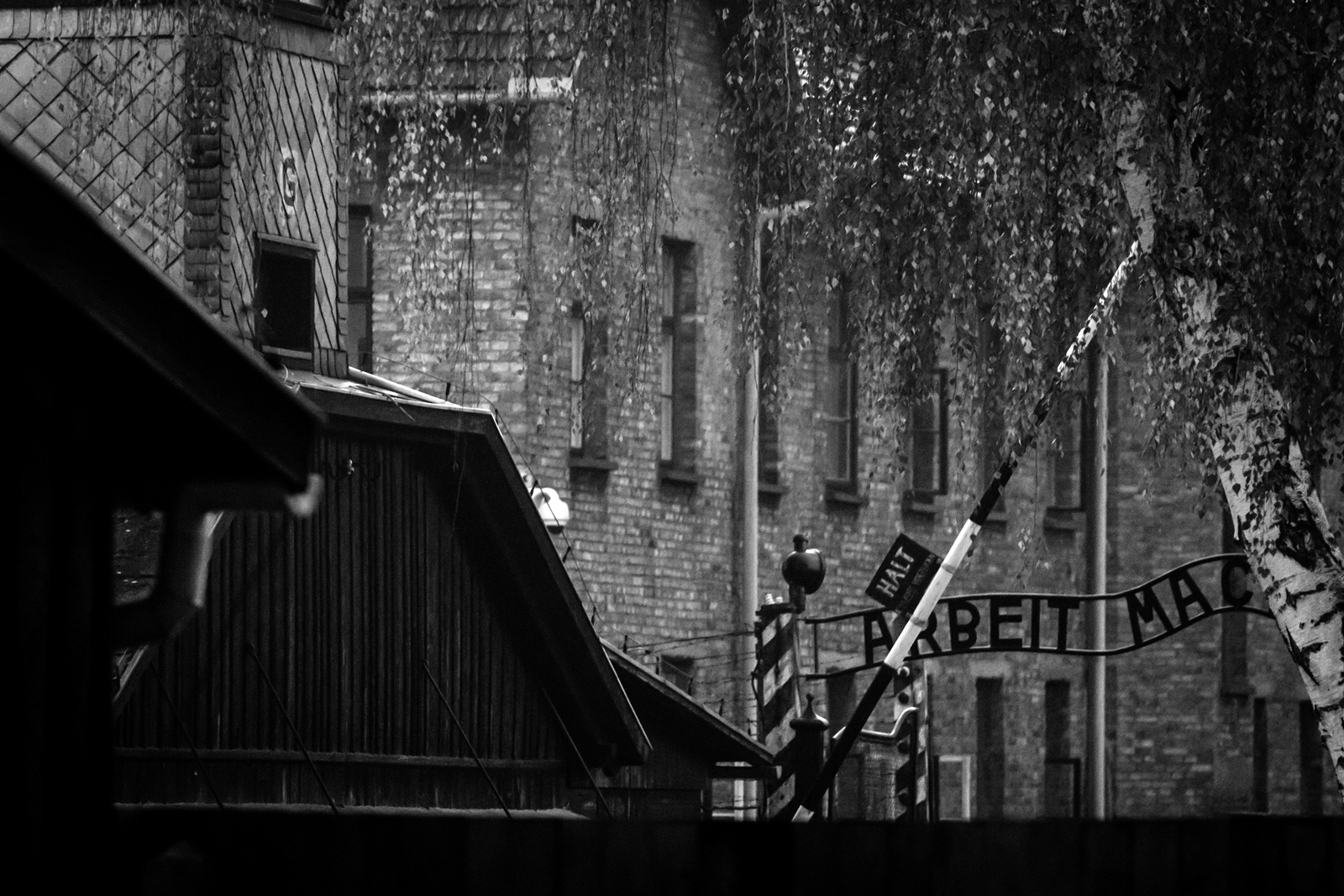
Entrée du camp d'Auschwitz, la nuit.

Près d'un mois plus tard, le 3 septembre 1944, le groupe est déporté dans le dernier convoi de Westerbork pour le camp d'extermination d'Auschwitz, en Silésie prussienne (Pologne), où ils arrivent dans la nuit du 5 au 6 septembre 1944, après un voyage de trois jours.
Les prisonniers reçoivent l’ordre de laisser leurs bagages dans le train. Sur place, tous sont séparés selon leur sexe, de sorte que les femmes et les hommes ainsi séparés ne se revirent jamais. Otto Frank est alors éloigné de sa femme et de ses filles pour être emprisonné dans un camp d'hommes : « Jamais je n'oublierai le regard de Margot », dira-t-il plus tard. Les médecins nazis sélectionnent les prisonniers : sur les 1 019 passagers du convoi, 549 personnes, dont la totalité des enfants âgés de moins de quinze ans, sont envoyés directement dans les chambres à gaz pour être assassinées.

Anne, qui a fêté ses quinze ans trois mois plus tôt, est épargnée et, bien que tous les membres de l'Annexe aient survécu à cette sélection, Anne crut alors que son père avait été tué. Avec d'autres femmes non sélectionnées pour une mort immédiate, Anne est forcée de se dévêtir pour être « désinfectée », avoir sa tête rasée au plus court et enfin être tatouée avec un numéro d'identification sur son bras. Edith, Margot et Anne Frank sont ensemble dans la même baraque, tandis qu'Augusta van Pels se trouve sans doute dans une autre partie du camp. La jeune Néerlandaise Bloeme Evers-Emden parle parfois avec elles, qu’elles connaissaient du lycée juif d’Amsterdam. Après la guerre, elle déclare : 
« Il m’est arrivé de leur parler. Elles étaient toujours ensemble, la mère et ses deux filles. Les irritations que l’on devine dans le Journal avaient complètement disparu, par suite des circonstances. Il fallait survivre. Elles étaient toujours toutes les trois et elles se sont sûrement beaucoup soutenues mutuellement. » 
Le jour, les femmes sont utilisées comme travailleuses esclaves ; la nuit, elles sont enfermées dans les baraquements bondés et glaciaux. Les maladies foisonnent et Anne devient sérieusement infectée par la gale. Otto, Fritz, Hermann et Peter restent ensemble. Peter a de la chance, il obtient une place au bureau de poste du camp. Les gardes et les prisonniers non juifs ont le droit de recevoir du courrier. Ce poste lui permet de se procurer un peu de nourriture supplémentaire de temps en temps. La survivante Ronnie Goldstein-van Cleef qui était proche d’Anne à Birkenau raconte qu’elle devait y partager « un café » dans une tasse avec Frank et quatre femmes chaque matin, et qu'« Anne était très calme et tranquille et un peu retirée ». Quelques semaines après leur arrivée au camp : 
« Les filles Frank avaient une apparence misérable, leurs mains et leur corps étaient couverts de taches et de lésions liées à la gale… Elles étaient dans un état pitoyable ».
Le 28 octobre 1944, devant l'avancée de l'Armée rouge, les SS décident d'évacuer une partie du camp afin de diriger vers l’Allemagne les prisonniers qui sont encore capables de travailler. De nouvelles sélections commencent alors parmi les femmes en vue de les envoyer dans le camp de concentration de Bergen-Belsen. Plus de 8 000 d'entre elles, dont Anne et Margot Frank, sont ainsi déplacées. Restée seule à Auschwitz, Edith Frank tombe malade et est transférée fin novembre à l’hôpital du camp. « Je dormais à côté d’elle, se souvient Rosa de Winter. Elle était très faible et avait cessé de s’alimenter. Elle n’avait plus tous ses esprits. Tout ce qu’on lui donnait à manger, elle le fourrait sous sa couverture, expliquant qu’elle le mettait de côté pour son mari, parce qu’il en avait besoin et le pain a fini par moisir. Je ne sais pas si elle était si affaiblie parce qu’elle mourait de faim, ou si elle avait cessé de manger parce qu’elle n’en avait plus force. Il n’y avait plus moyen de parler ».

#### Camp de Bergen-Belsen
Séparés, les parents Frank restent à Auschwitz alors que leurs filles doivent quitter ce camp.

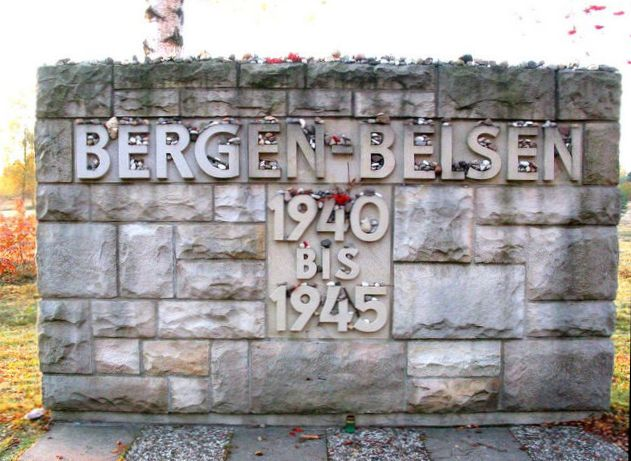
Stèle commémorative à Bergen-Belsen.

Après un voyage en train de trois jours, Margot et Anne arrivent exténuées au camp de concentration nazi de Bergen-Belsen en Allemagne. Le nombre de prisonniers venant d’autres camps ne cesse d’augmenter au fur et à mesure de l'avancée des Alliés. Le camp est déjà surpeuplé lorsqu’elles arrivent. Ce camp est connu sous l’appellation « l’enfer non organisé », par opposition à « l’enfer organisé » d'Auschwitz-Birkenau.
Les sœurs Frank sont tout d’abord abritées par des tentes dressées pour parer à l'afflux des prisonnières, mais lorsque quelques jours après leur arrivée une tempête éclate, toutes les tentes sont détruites. Elles rejoignent alors les baraques où sont entassées toujours plus de détenues. La promiscuité, la faim, le froid, le manque d'hygiène, les poux, les maladies (dont le typhus) rendent dramatiques les conditions de vie dans ce camp. De plus, on fait travailler les jeunes filles au recyclage de vieilles chaussures qui affluent de toute l'Allemagne. À mesure que la population du camp augmente, le taux de mortalité dû aux nombreuses maladies augmente également.
Dans les premiers temps de l'année 1945, les sœurs Frank et d’autres femmes aident à prendre soin d’un grand groupe d’enfants néerlandais de « race mixte » placés dans le camp ; elles leur fournissent « un peu d’équilibre et parfois un peu de culture », tout en les divertissant.
L'Amsterdamoise Rebekka Brilleslijper rencontre Anne et Margot Frank à Bergen-Belsen, qu'elle décrit comme des « petits oiseaux frigorifiés »,.
Fin novembre, un nouveau convoi arrive d’Auschwitz. Parmi les prisonnières se trouve Augusta van Pels qui retrouve Margot et Anne Frank. Mais après quelques mois, on lui fait quitter le camp pour celui de Raguhn qui fait partie du camp de concentration de Buchenwald. Puis de Raguhn, elle est transférée à Theresienstadt. Augusta meurt quelque part sur le trajet entre l’Allemagne et la Tchécoslovaquie, entre le 9 avril et le 8 mai 1945.

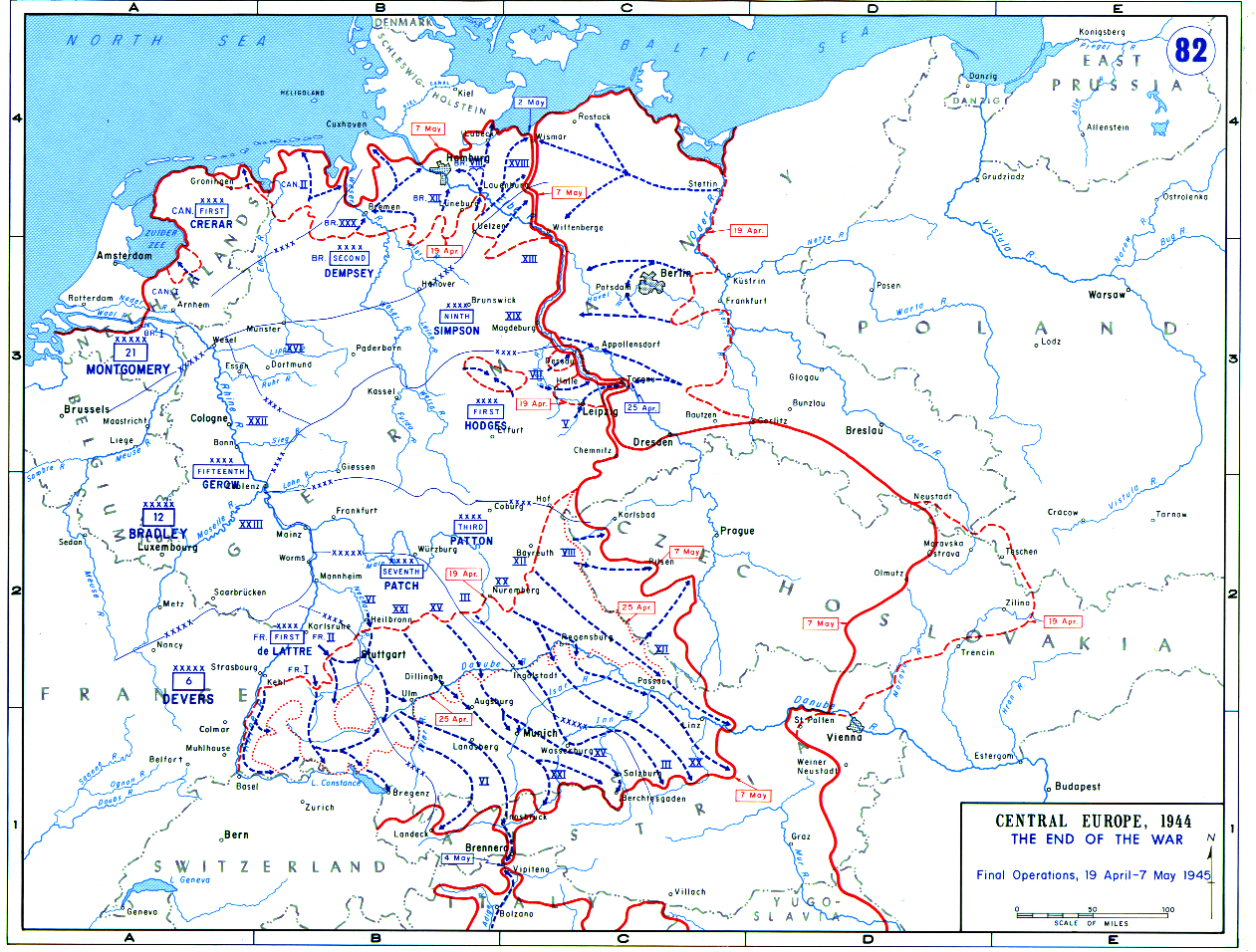
Le camp est libéré le 15 avril 1945, un à deux mois après la mort d'Anne. Amsterdam est une des dernières villes libérées, le 5 mai 1945.

À Bergen-Belsen, Anne est brièvement réunie avec deux amies, Hanneli Goslar (surnommée « Lies » dans le journal) et Nanette Blitz (en), qui survivront toutes deux à la guerre. Blitz décrivit par la suite Anne comme étant chauve, tremblante, les traits émaciés. Goslar dit que bien qu'Anne ait été malade, elle lui dit qu'elle était plus inquiète pour Margot dont la maladie semblait plus sérieuse qui la faisait rester allongée sur sa couchette, trop faible pour marcher. Anne leur dit également qu'elle pensait que leurs parents étaient morts. Hanneli avait déjà passé un an à Bergen-Belsen, mais elle se trouvait dans une autre partie du camp. Lorsque Augusta lui apprend qu'Anne est là, elle est étonnée car elle la croyait en Suisse avec sa famille. Elle souhaite vivement rencontrer son amie, mais pour cela elle doit ruser, les différentes parties du camp étant séparées par des bottes de paille, des grilles et des fils de fer barbelés. Les deux amies parviennent finalement à se parler à travers les barrières, mais elles ne peuvent se voir. Elles pleurent beaucoup lors de leur première rencontre. Anne raconte qu'elle est rasée et qu'elle a beaucoup maigri. Elle craint que ses parents ne soient morts. Lorsqu'elles se rencontrent de nouveau, Hanneli a apporté un paquet pour Anne, contenant des vêtements et de la nourriture. Elle le jette par-dessus la grille. Elle entend Anne hurler. Anne lui dit en pleurant qu'une autre détenue s'est emparée du paquet. Hanneli lui promet de lui apporter un autre paquet le lendemain. C'est ce qu'elle fait et cette fois, Anne l'attrape. Elles se rencontrent encore quelquefois, mais vers la fin du mois de février 1945, Anne change de baraque et dès lors, elles ne se voient plus.

##### Mort
Durant les premiers mois de 1945, il neige souvent à Bergen-Belsen et Anne et Margot Frank souffrent du froid. Il arrive qu'elles soient privées de nourriture pendant de longues périodes. Dans leur baraque, elles se trouvent près de la porte et sont exposées aux courants d'air. Elles n'ont plus de vêtements chauds et régulièrement, on les entend demander que l'on ferme la porte, étant trop faibles pour se lever pour le faire elles-mêmes. En mars 1945, une épidémie de typhus, une maladie contagieuse propagée par les poux, se répand dans le camp, tuant environ 17 000 prisonniers. La nourriture reste insuffisante et les conditions d’hygiène sont dramatiques.
Janny Brandes-Brilleslijper témoigne que dans ses derniers jours au camp, Anne Frank, « la peau sur les os », était enveloppée d'une simple couverture au milieu de l'hiver allemand et lui a confié qu'elle avait jeté tous ses vêtements infestés de poux et de puces qui la dégoûtaient.

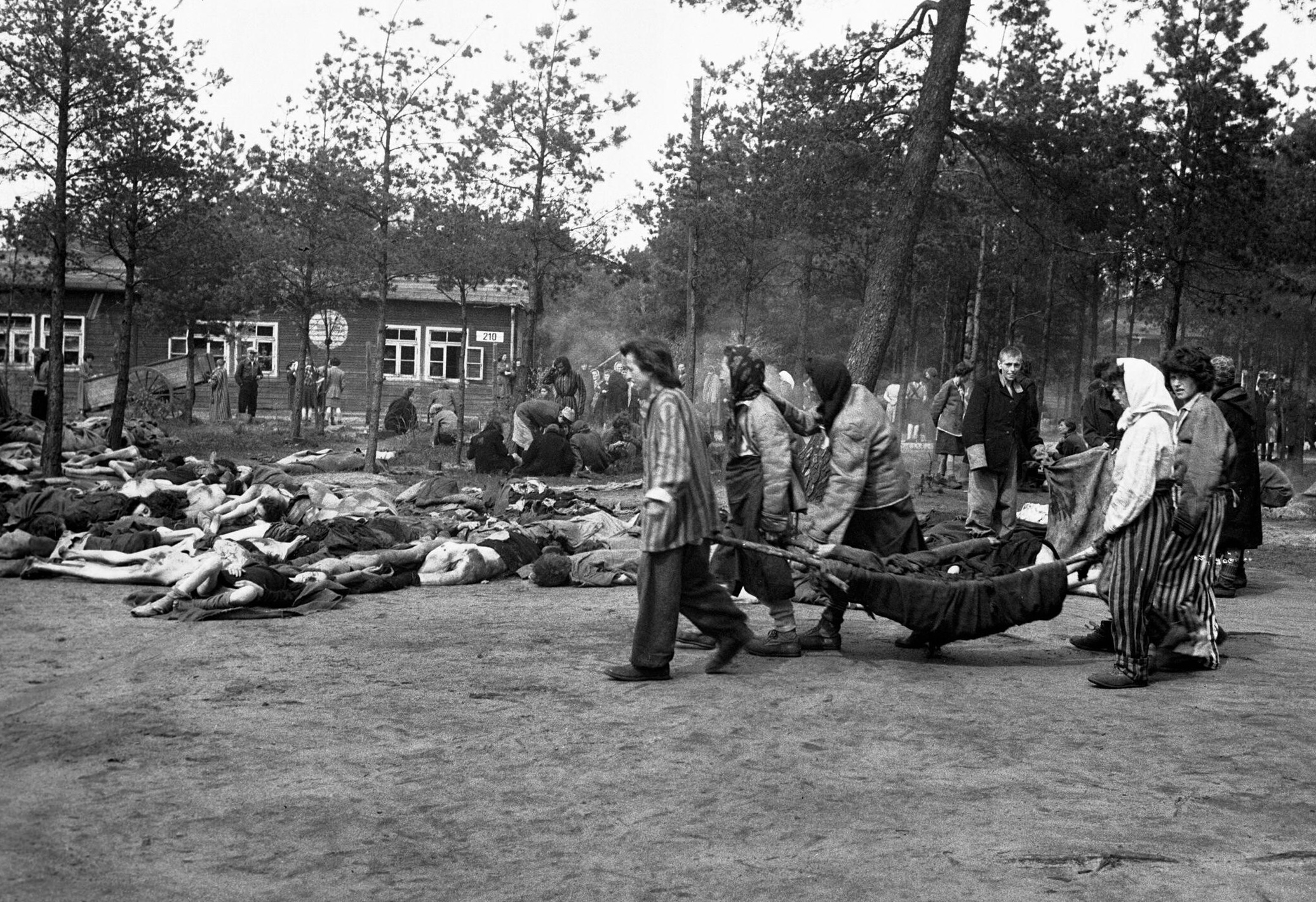
Évacuation des cadavres par les prisonniers lors de la libération de Bergen-Belsen (17 avril 1945).

Des témoins certifièrent que Margot tomba de sa couchette sur le sol de pierres par suite de son état de faiblesse extrême et succomba au choc, et que le lendemain ou quelques jours plus tard, Anne mourut à son tour. Ils estiment que ceci se passa quelques semaines avant que le camp ne soit libéré par les troupes britanniques, le 15 avril 1945, et bien que les dates exactes n'aient pas été conservées, il est généralement reconnu que cela eut lieu entre la fin février et le milieu du mois de mars.
Lors de ses derniers jours, c'est Gena Turgel, une autre déportée, qui prit soin d'elle. Les corps des deux jeunes filles se trouvent certainement dans l'une des fosses communes de Bergen-Belsen.
Après la guerre, il fut estimé que sur les 110 000 Juifs déportés des Pays-Bas pendant l'occupation nazie, seuls 5 000 ont survécu.

#### Devenir des autres membres de l'Annexe
- Hermann van Pels (Van Daan) fut, selon la Croix-Rouge, gazé le jour même de son arrivée le 6 septembre 1944 à Auschwitz[43]. Selon d'autres sources, il aurait été épargné par la première sélection et aurait été tué plus tard[44]. Il avait 46 ans.
- Fritz Pfeffer (Albert Dussel) fut transféré d'Auschwitz au camp de Neuengamme où il décéda à l’infirmerie le 20 décembre 1944 à l'âge de 55 ans.
- Edith Frank, la mère d’Anne et Margot, tomba malade et mourut de faim et d'épuisement à l'infirmerie d'Auschwitz le 6 janvier 1945. Elle avait 44 ans.
- Margot Frank, la sœur ainée, mourut fin février 1945 au camp de concentration de Bergen-Belsen. Elle avait 19 ans.
- Peter van Pels fut transféré d'Auschwitz au camp de Mauthausen en Autriche, où il arriva le 25 janvier après un voyage exténuant. Quatre jours plus tard, il fut affecté à un groupe de travailleurs à l'extérieur du camp. Le 11 avril 1945, il fut envoyé au baraquement des malades où on perd sa trace. Peter van Pels y mourut entre le 11 avril 1945 et le 5 mai 1945. La Croix-Rouge fixera néanmoins son décès au 5 mai 1945, jour de la libération du camp par la 11e division blindée américaine. Peter avait 18 ans.
- Augusta van Pels (Van Daan) mourut en Allemagne ou en Tchécoslovaquie entre le 9 avril et le 8 mai 1945, soit en route vers le camp de Theresienstadt, soit après y être arrivée[45]. Elle avait 44 ans.
- Otto Frank, le père d'Anne et Margot, survécut au camp d'extermination d'Auschwitz. Il décéda à Bâle (Suisse) en 1980 à l'âge de 91 ans.

### Débat sur la date de sa mort
La Croix-Rouge a noté en 1954 qu'Anne et Margot Frank sont mortes entre le 1er et 31 mars 1945. Les autorités néerlandaises ont retenu la date du 31 mars. En 1986, les historiens David Barnouw et Gerrald van der Stroom ont situé la mort d'Anne Frank entre la fin du mois de février et le début du mois de mars 1945. Dans le livre Les Journaux d’Anne Frank (traduit en français en 1989), ils se basent sur la déclaration écrite de Lin Brilleslijper, qui était à Bergen-Belsen avec Anne et Margot.
Une étude réalisée en 2015 par des historiens travaillant pour l'institution Maison Anne Frank avancent d'au moins un mois la date officielle de la mort des deux sœurs. Cette institution déclare que « le jour de leur mort a plus probablement eu lieu en février ». Elles souffraient du typhus dès la fin du mois de janvier. Or la « plupart des décès dus au typhus ont lieu douze jours après l'apparition des premiers symptômes », d'après l'Institut néerlandais pour la santé publique. « Il est donc improbable qu'elles aient survécu jusqu'à la fin du mois de mars », comme on le pensait jusque-là.

## Le Journal d'Anne Frank

### Au retour des camps

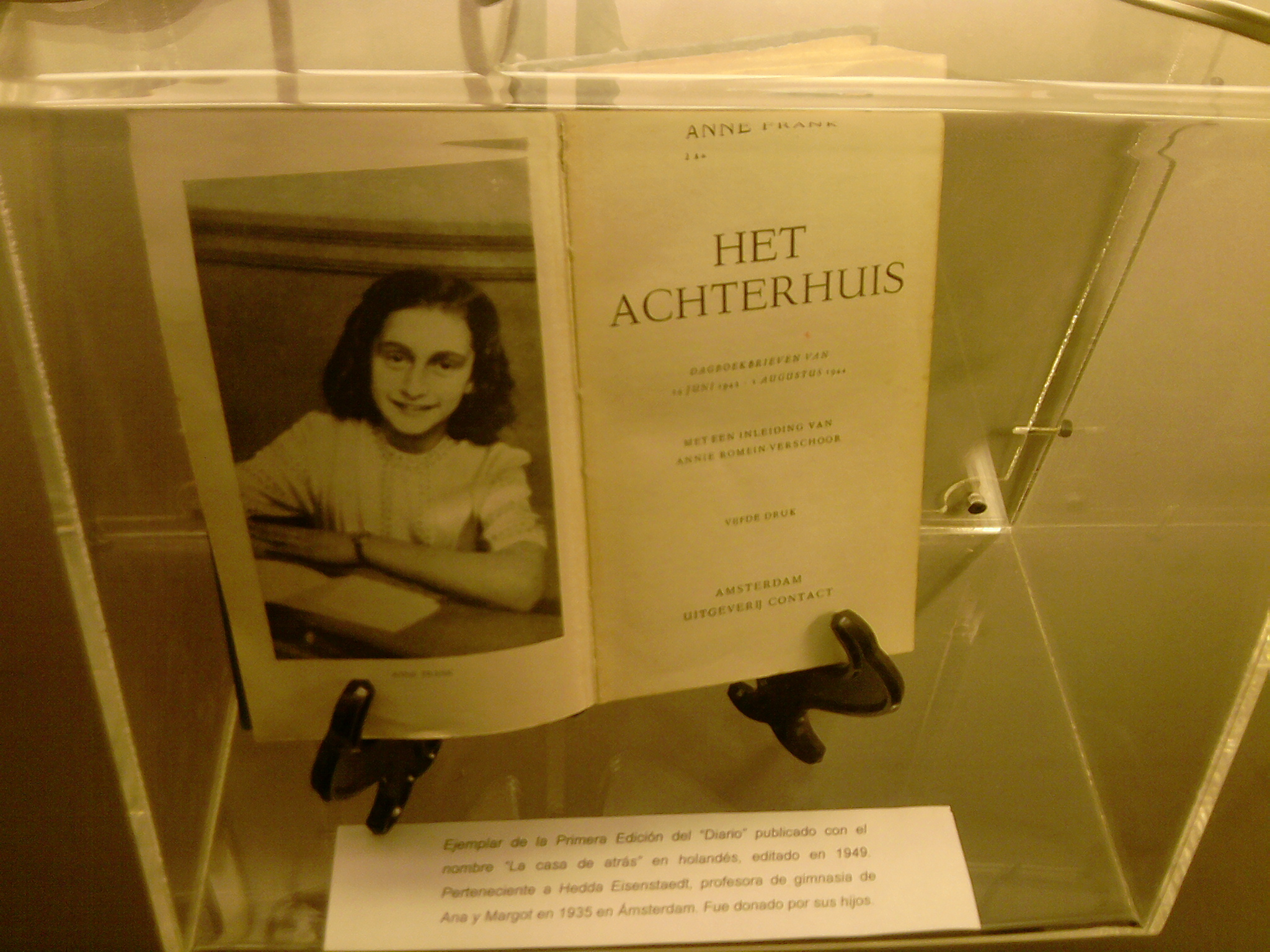
Le livre original avec la photo d'Anne Frank.

Otto Frank survit au camp d'Auschwitz et est libéré par l'Armée rouge le 27 janvier 1945. Il revient à Amsterdam le 3 juin 1945 et s’installe chez Miep Gies et son mari avec lesquels il vivra plusieurs années.
Il cherche à savoir ce que sont devenues ses filles et garde espoir de les retrouver. Pendant le voyage à Amsterdam, il est informé que sa femme Edith est morte à Auschwitz et que ses filles avaient été transférées au camp de Bergen-Belsen. Finalement, Janny Brandes-Brilleslijper et sa sœur Lin qui avaient connu les filles Frank à Bergen-Belsen confirment à leur père la mort d'Anne et Margot en juillet 1945,.

#### Journal rescapé
C'est seulement à ce moment que Miep Gies donne à Otto Frank le journal d'Anne qu'elle avait réussi à sauver. Elle lui dit : « Voici l'héritage de votre fille ».
Otto le lit et expliquera plus tard qu'il ne s'était pas rendu compte qu'Anne avait conservé une trace aussi précise et bien écrite du temps qu'ils avaient passé ensemble. Sachant qu'Anne désirait devenir écrivain, il commence à envisager de le publier. Quand on lui demanda plusieurs années plus tard quelle avait été sa première réaction, il dit simplement : « Je ne savais pas que ma petite Anne était aussi profonde. »

### Publication
Le journal intime d'Anne débute avec l'expression privée de ses pensées et elle y écrit plusieurs fois qu'elle n'autoriserait jamais personne à le lire. Il décrit sa vie de manière candide, ses familles et ses compagnons, leur situation, tout en commençant à reconnaître les ambitions de son autrice d'écrire et publier des œuvres de fiction. Au printemps 1944, à la suite de l'émission de Radio Londres au cours de laquelle elle entendit le ministre de l'Éducation du gouvernement néerlandais en exil dire que lorsque la guerre serait terminée, il rendrait publics les témoignages de l'oppression du peuple néerlandais sous l'occupation allemande, elle commença à corriger ses écrits, supprimant des sections, en réécrivant d'autres, dans le but de les publier. Son journal original fut agrémenté de plusieurs autres carnets de notes et feuilles volantes. Elle créa des pseudonymes pour les membres de l'Annexe et les personnes qui les avaient aidés. La famille van Pels devint Hermann, Petronella, et Peter van Daan, et Fritz Pfeffer devint Albert Düssell. Otto utilisa son journal original, connu sous le nom de « version A », et la version corrigée, connue sous le nom de « version B », pour produire la première publication du journal. Il supprime certains passages, principalement ceux parlant de sa femme dans des termes peu flatteurs, ainsi que des sections décrivant la puberté d'Anne ainsi que son attirance pour d'autres jeunes filles,,. Bien qu'il ait restauré les identités véritables des membres de sa famille, il ne modifie pas les autres pseudonymes.
Otto donne le journal à l'historienne Annie Romein-Verschoor qui essaye sans succès de le publier. Elle le remet alors à son mari, l'historien et littéraire Jan Romein (en), qui écrivit un article au sujet du journal intitulé « Kinderstem » (« La Voix d'un Enfant »), publié dans le quotidien Het Parool, le 3 avril 1946. Il écrit que le journal « bégayé par la voix d'un enfant, incarne toute la cruauté du fascisme, plus que toutes les preuves que le procès de Nuremberg ait pu réunir. » Son article attire l'attention d'éditeurs, et le journal est publié en 1947, suivi d'une seconde publication en 1950. La première version américaine est publiée en 1952 sous le titre Anne Frank: The Diary of a Young Girl (Anne Frank : Le Journal d'une jeune fille). Une pièce basée sur le journal, par Frances Goodrich et Albert Hackett, est présentée en première à New York le 5 octobre 1955 avant de gagner plus tard le prix Pulitzer dans la catégorie Drames. Elle est suivie en 1959 par le film The Diary of Anne Frank (Le Journal d'Anne Frank), qui est un succès critique et commercial.
Au fil des années, la popularité du journal grandit et dans plusieurs écoles, en particulier aux États-Unis, il est intégré dans le programme scolaire, faisant ainsi découvrir Anne Frank à de nouvelles générations de lecteurs.
En 1986, l'Institut National des Documents de Guerre des Pays-Bas publia une édition critique du journal. Elle incluait des comparaisons de toutes les versions connues, publiées. Il incluait aussi des commentaires certifiant l'authenticité du journal ainsi que des informations historiques supplémentaires sur la famille Frank et le journal lui-même.

#### Pages supplémentaires
En 1999, Cornelis Suijk, un ancien directeur de la fondation Anne-Frank et président du centre américain pour l'éducation sur la Shoah, annonce qu'il est en possession de cinq pages qui ont été enlevées du journal par Otto Frank avant sa publication ; Suijk explique qu'Otto Frank lui a donné ces pages avant sa mort en 1980. Les passages manquants contiennent des remarques critiques d'Anne par rapport aux tensions entre ses parents, et montrent le peu d'affection de l'adolescente Anne envers sa mère.
Une controverse s'installe quand Suijk réclame des droits de publication sur les cinq pages et veut les vendre pour collecter de l'argent pour sa fondation américaine. L'Institut néerlandais des Documents de guerre, le précédent propriétaire du manuscrit, réclame la restitution des pages en question. En 2000, le ministre néerlandais de l'Éducation, de la Culture et des Sciences conclut un accord avec la fondation de Suijk en lui versant 300 000 dollars américains ; les pages sont rendues en 2001. Depuis lors, elles sont incluses dans les nouvelles éditions du journal.

### Éloges

#### Réception

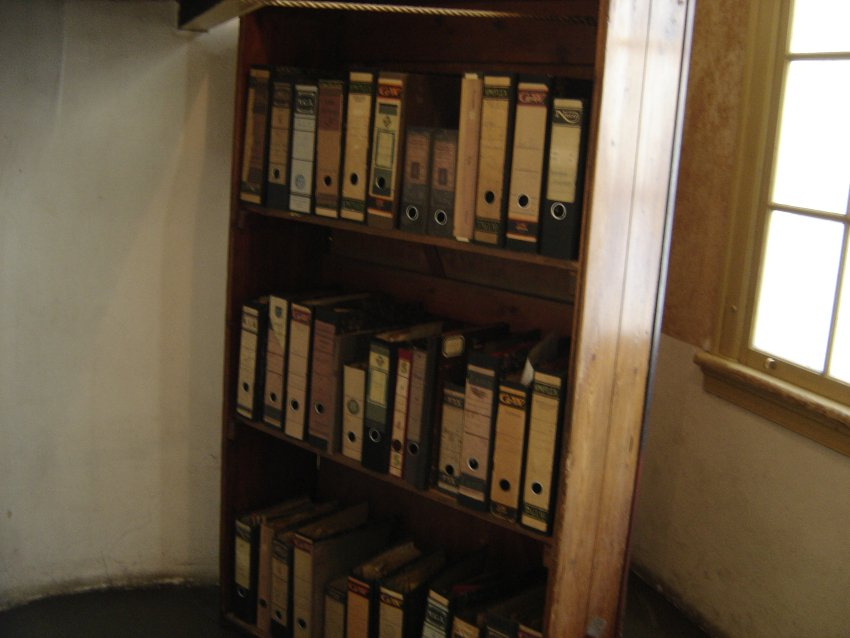
Reproduction de l'étagère qui cachait l'entrée de l'Annexe, dans la Maison Anne Frank à Amsterdam.

Le journal, montrant le destin tragique d'une adolescente, fait d'Anne Frank l'une des victimes emblématiques de la Shoah, le texte étant traduit dans plus de 70 langues et serait le livre le plus traduit et le plus lu dans le monde après la Bible
Dans son introduction de la première publication américaine du journal, Eleanor Roosevelt le décrivit comme « un des plus sages et bouleversants témoignages sur la guerre et son impact sur les êtres humains que j'aie jamais lu ». L'écrivain russe Ilya Ehrenbourg dit plus tard : « une voix parle pour six millions d'autres – la voix non pas d'un sage ou d'un poète mais d'une petite fille ordinaire. » À mesure que la stature d'Anne Frank en tant qu'écrivain et humaniste s'affirmait, on parla d'elle de manière spécifique comme de l'un des symboles de la Shoah et plus généralement comme le symbole de la persécution. Hillary Clinton, dans le discours qu'elle prononça lorsqu'elle reçut le prix humanitaire Elie-Wiesel en 1994, lut Le Journal d'Anne Frank et parla d'elle comme « nous éveillant à la folie de l'indifférence et au terrible prix qu'elle faisait peser sur notre jeunesse », que Clinton reliait aux événements alors en cours à Sarajevo, en Somalie et au Rwanda.
Après avoir reçu un prix humanitaire de la fondation Anne-Frank en 1994, Nelson Mandela, s'adressant à la foule à Johannesbourg, déclara qu'il avait lu Le Journal d'Anne Frank pendant son emprisonnement et que celui-ci lui avait donné beaucoup de courage. Il compara la lutte d'Anne Frank contre le nazisme avec sa lutte contre l'Apartheid, décrivant un parallèle entre les deux philosophies avec le commentaire « parce que ces croyances sont évidemment fausses, et parce qu'elles étaient, et seront toujours, défiées par des personnes semblables à Anne Frank, elles sont vouées à l'échec ».

#### Qualité littéraire

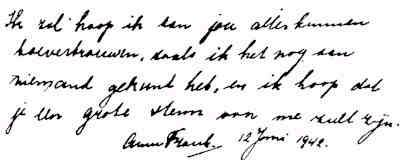
Autographe d'Anne Frank sur la première page de son journal : (trad.) « J'espère que je serai en mesure de tout vous confier, d'une manière que je ne pourrais faire à personne et j'espère que vous me serez d'une grande aide. » (12 juin 1942)

Le journal a aussi été reconnu pour ses qualités littéraires. Commentant le style d'écriture d'Anne Frank, le dramaturge Meyer Levin, qui travailla avec Otto Frank sur la mise au point d'un drame basé sur le journal peu de temps après sa publication, loua sa capacité à « entretenir la tension d'une nouvelle bien construite », tandis que le poète John Berryman écrivit qu'il s'agissait d'une description unique, non seulement de l'adolescence mais aussi « du processus mystérieux et fondamental d'un enfant devenant adulte comme si cela était en train de se dérouler ». Sa biographe Melissa Müller dit qu'elle écrivait « dans un style précis, économique et confiant époustouflant d'honnêteté ». Son écriture est principalement une étude de caractères et elle examine chaque personne de son cercle avec un regard judicieux et intransigeant.
Elle est parfois cruelle et souvent biaisée, en particulier dans sa description de Fritz Pfeffer et de sa propre mère. Müller explique qu'elle canalisa les sautes d'humeur normales de l'adolescence par ses écrits. Son examen personnel et celui de son entourage est soutenu pendant une longue période de manière très critique, analytique et introspective, et dans des moments de frustration, elle dépeint la bataille intérieure dont elle fait l'objet entre la « bonne Anne » qu'elle voudrait être, et la « mauvaise Anne » qu'elle pense incarner.
Otto Frank rappela plus tard son éditeur pour lui expliquer la raison pour laquelle il pensait que le journal avait été lu par tant de monde ; selon lui, « le journal aborde tant d'étapes de la vie que chaque lecteur peut y trouver quelque chose qui l'émouvra personnellement ».

#### Personnalité «icônique»
En juin 1999, Time Magazine publia une édition spéciale intitulée TIME 100 : Heroes & Icons of the 20th century ; une liste des politiciens, artistes, innovateurs, scientifiques et personnalités les plus influents du XXe siècle. Anne Frank fut choisie pour en faire partie. L'écrivain Roger Rosenblatt (en), auteur de Children of War, écrivit le passage consacré à Anne Frank, dans lequel il décrit son héritage : « Les passions déchaînées par ce livre suggèrent qu'Anne Frank appartient à tous, qu'elle s'est élevée au-dessus de la Shoah, du judaïsme, de la féminité et du bien, pour devenir une icône du monde moderne — la moralité individuelle assaillie par le mécanisme de la destruction, insistant sur le droit de vivre, questionnant et espérant pour le futur de la condition humaine. »

### Controverses et action judiciaire
L'authenticité du Journal d'Anne Frank ayant été contestée par l'historien Pierre Vidal-Naquet et l'anthropologue Claude Karnoouh (ils n’en contestent pas l’existence, mais affirment que son père l’a réécrit, supprimant les passages intimes et en rajoutant d’autres), le document devient un enjeu politique entre les défenseurs du devoir de mémoire envers la Shoah et les négationnistes, qui incitèrent la cinéaste Teresien da Silva à déclarer en 1999 : « Pour beaucoup de mouvements politiques d’extrême droite, Anne s’avère être un obstacle. Son témoignage personnel de la persécution des Juifs et sa mort dans un camp de concentration empêchent la réhabilitation du national socialisme. »
Les contestations des négationnistes n'ont pas attendu les doutes des historiens sur l'authenticité du texte : dès 1958, le survivant Simon Wiesenthal fut défié par un groupe de manifestants lors de la représentation théâtrale du Journal d'Anne Frank à Vienne, de prouver qu'Anne a bien existé, en retrouvant l’homme qui l’avait arrêtée. Wiesenthal commença à chercher Karl Silberbauer et le trouva en 1963. Lors de son interview, Silberbauer admit directement son rôle, et identifia Anne Frank à partir d’une photographie comme étant l’une des personnes arrêtées. Il fournit un compte rendu complet des événements et se rappela qu’il avait vidé une valisette pleine de papiers sur le sol. Ses déclarations corroborèrent la version des événements qui avait précédemment été présentée par des témoins oculaires comme Otto Frank. Aucune charge ne put être retenue contre Silberbauer, qui n'avait fait que suivre les ordres. Les informations qu’il donna ne permirent pas à Wiesenthal de trouver le dénonciateur de la famille Frank, qui reste une énigme pour les historiens.
À Lübeck en 1959, Otto Frank attaqua en justice Lothar Stielau, un instituteur, ancien membre des Jeunesses hitlériennes, qui avait publié un prospectus scolaire décrivant le journal comme une contrefaçon. La Cour de justice examina le journal et, en 1960, le déclara comme étant authentique. Stielau rétracta ses précédentes déclarations et Otto Frank arrêta la procédure judiciaire.
Depuis les années 1970, le négationniste britannique David Irving a affirmé de manière régulière que le journal n'était pas authentique.
En 1976, Otto Frank engagea une autre procédure contre Heinz Roth de Francfort, qui avait également publié des pamphlets proclamant que le journal était une contrefaçon. Après deux ans, le juge statua que s'il publiait de nouvelles allégations de ce type, il serait passible de 500 000 Deutsche Mark d'amende et d'une peine de six mois de prison. Roth fit appel et présenta un rapport de l'historien négationniste Robert Faurisson allant dans son sens. Les autres plaintes furent rejetées par des tribunaux allemands en 1978 et 1979 sur base de la liberté d'expression car elles n'avaient pas été déposées par une des parties (comme Otto Frank) visées par les écrits, et ainsi, aucune charge pour calomnie n'a pu être retenue. Bien que Roth soit décédé en novembre 1978, il y eut une audience d'appel devant la Cour fédérale de justice (BGH), qui renvoya l'affaire devant la Cour d'appel en 1980, laquelle conclut qu'il ne pouvait être interdit à Roth d'appeler le journal d'Anne Frank « un faux » et « un canular » sans un examen approfondi des preuves et que celles présentées par Roth étaient suffisantes pour jeter le doute sur l'authenticité du journal. Finalement, la procédure contre Roth devant le tribunal de district de Francfort n'a pas repris, Otto Frank était également mort entre-temps.
Encore à ce jour, sur les réseaux sociaux, des internautes remettent régulièrement en cause l'authenticité de cette oeuvre alimentant ainsi des théories antisémites et négationnistes.
Depuis les années 1970, la négation de la Shoah constitue un crime dans plusieurs pays d’Europe, dont l’Allemagne, et la loi a été utilisée pour prévenir une recrudescence des activités néo-nazies.

### Expertises des manuscrits

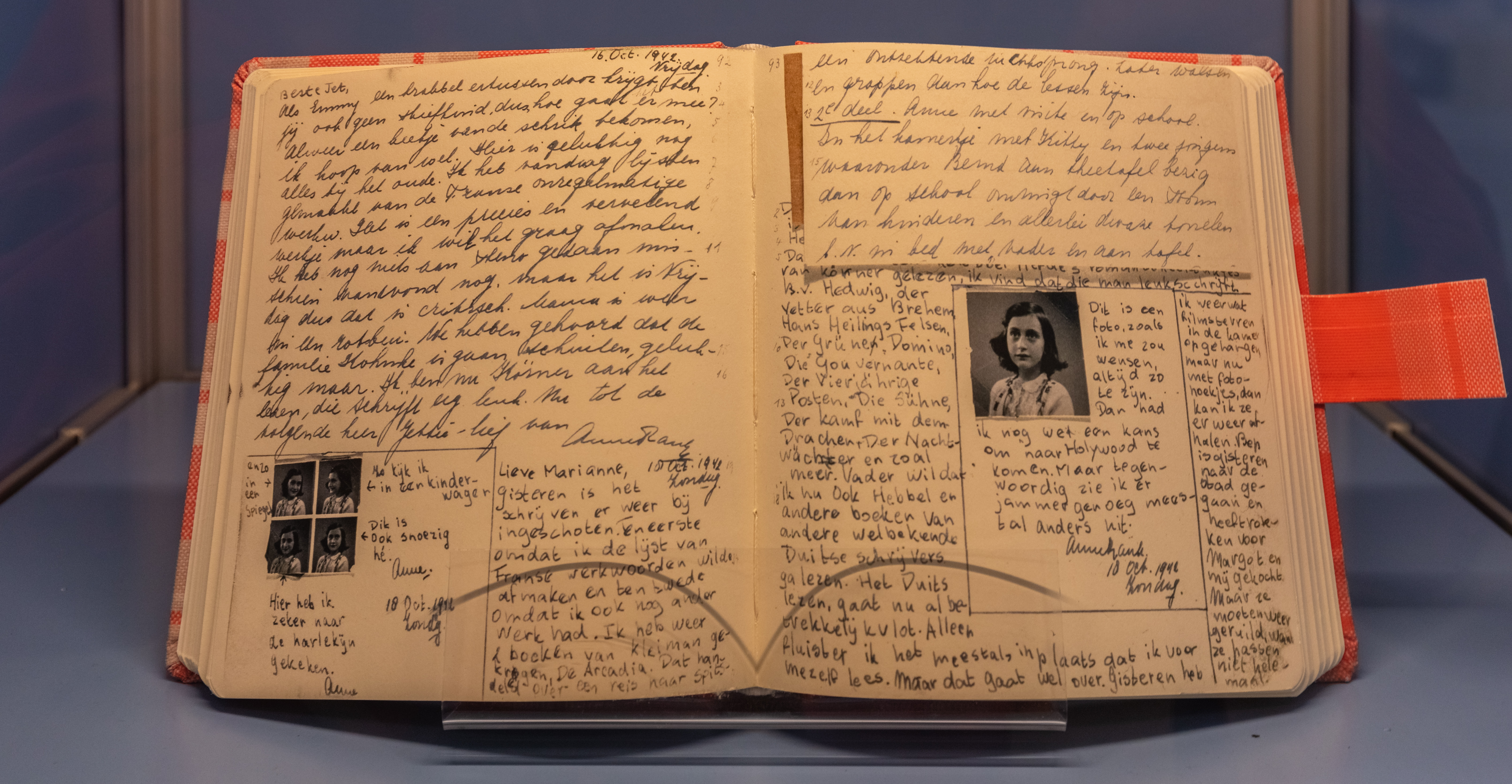
Manuscrit d'Anne Frank, exposé à Kiel (Allemagne)

La controverse atteignit son sommet avec, à la suite d'une nouvelle plainte d'Otto Frank, l'arrestation et le jugement de deux néo-nazis, Ernst Römer et Edgar Geiss qui furent jugés coupables de produire et de distribuer de la littérature dénonçant Le Journal d'Anne Frank comme étant une contrefaçon. Quand ils firent appel de leur condamnation, une équipe d'historiens étudia les documents en collaboration avec Otto Frank, et conclut qu'ils étaient authentiques. En 1978, durant la procédure d'appel des jugements Römer et Geiss, le laboratoire du tribunal criminel allemand (Bundeskriminalamt, BKA) eut pour tâche d'examiner le type de papier et les types d'encres utilisées dans le manuscrit du journal. Bien que ses conclusions aient indiqué que l'encre avec laquelle le journal avait été écrit était utilisée pendant la guerre, le BKA conclut que « les corrections subséquentes appliquées sur les pages volantes ont été écrites avec des stylos à bille noirs, verts et bleus ». Bien que le BKA n'ait pas donné plus de précisions à propos de ces supposées corrections au stylo à bille, les négationnistes dénonçant l'authenticité du journal se sont focalisés sur cette phrase, car les stylos à bille ne sont devenus populaires qu'après la Seconde Guerre mondiale.
Le BKA publia en juillet 2006 un communiqué de presse dans lequel il déclara que les recherches effectuées en 1980 ne peuvent en aucune manière être utilisées pour remettre en cause l'authenticité du Journal d'Anne Frank.
En 1986, le Laboratoire national de sciences légales néerlandais de Rijswijk exécuta une autre expertise technique exhaustive du manuscrit. Bien que le BKA fût invité par ce laboratoire à indiquer sur quelles pages volantes il avait détecté des corrections au stylo à bille, celui-ci fut incapable de présenter un seul exemple. Le laboratoire lui-même trouva seulement deux pages de manuscrits rédigées avec de l'encre de stylo à bille, qui avaient été ajoutées dans les pages volantes du manuscrit. L'édition critique révisée du Journal d'Anne Frank (publiée en 2003) fournit des images (pages 167-171) de ces deux pages du manuscrit et dans le chapitre résumant les découvertes faites par le Laboratoire national de sciences légales hollandais, H.J.J. Hardy écrit à ce sujet :

« Le seul passage au stylo à bille fut découvert sur deux morceaux de papier inclus parmi les feuilles volantes. Les figures VI-I-I et 3 montrent la manière dont ces morceaux de papier avaient été insérés dans le dossier plastique concerné. En tout état de cause, ces écrits au stylo à bille n'ont aucune influence sur le contenu factuel du journal. De plus, l'écriture observée sur ces morceaux de papier diffère de façon saisissante de celle du journal. »

— page 167
Une note de bas de page ajoute : « Le psychologue et expert en graphologie de Hambourg Hans Ockleman déclare, dans une lettre à la fondation Anne-Frank datée du 27 septembre 1987, que sa mère, Dorothea Ockleman, est l'auteur de ces morceaux de papier écrits au stylo à bille. Elle les écrivit quand elle collabora à l'étude des journaux avec Minna Becker. »
Avec la mort d'Otto Frank en 1980, le manuscrit original du Journal, ainsi que les lettres et les feuilles volantes, furent réclamés par l'Institut national des documents de guerre des Pays-Bas, qui demanda une étude légale au ministère de la Justice des Pays-Bas en 1986. Ils comparèrent le manuscrit et plusieurs exemplaires connus. Ils conclurent qu'ils concordaient mais aussi que le papier, la colle et l'encre utilisés étaient disponibles à l'époque à laquelle le journal est supposé avoir été écrit. Leur conclusion finale confirma l'authenticité du journal comme le fit également la Cour régionale de Hambourg le 23 mars 1990.
Néanmoins, certains négationnistes ont persisté dans leurs affirmations selon lesquelles le journal est une contrefaçon. Encore en 1991, Robert Faurisson et Siegfried Verbeke produisent un livret intitulé : Le Journal d'Anne Frank : une approche critique. Ils déclarent qu'Otto Frank était l'auteur du journal, en prétendant que le journal contiendrait plusieurs contradictions, que se cacher dans l'annexe aurait été impossible et que le style et l'écriture d'Anne Frank ne seraient pas ceux d'une adolescente.
En décembre 1993, la Maison Anne Frank à Amsterdam et la fondation Anne-Frank de Bâle déclenchèrent une action au civil de manière à interdire la poursuite de la distribution du livret Le Journal d'Anne Frank : une approche critique aux Pays-Bas. Le 9 décembre 1998, la Cour du District d'Amsterdam statua en faveur des plaignants, rendant hors-la-loi tout déni concernant l'authenticité du journal, toute distribution de publications de même nature que le livret et imposa une amende de 25 000 florins par infraction.

## Écrits

### Journal(1947)
Son journal posthume, écrit dans la clandestinité entre 1942 et 1944, a été publié en 1947. Il existe 4 versions :
- version A (version originale) : il s'agit du premier jet du journal rédigé par Anne Frank, noté au jour le jour ;
- version B (version retouchée) : il s'agit d'une réécriture partielle du journal à laquelle Anne Frank s'attela à partir du printemps de 1944. Elle se sentait en effet une vocation littéraire et espérait publier un jour ce compte-rendu de sa vie clandestine ;
- version C (version abrégée) : après la guerre, en vue d'une publication, le père d'Anne Frank composa à partir des versions A et B une nouvelle version. Il censura certains passages et en en édulcora d'autres ; c'est cette sélection qui est connue sous le nom de Journal d'Anne Frank et qui paraîtra aux Pays-Bas en 1947 ;
- version D (version actualisée) : en 1986, l'Anne Frank Fonds de Bâle décide de constituer une version complète du journal en y intégrant des passages de tous les textes désormais disponibles d'Anne Frank[73]. L'écrivaine et traductrice allemande Mirjam Pressler a été chargée de la nouvelle rédaction. Les historiens néerlandais de l'Institut national de documentation sur la guerre d'Amsterdam se sont penchés sur l'histoire de la famille Frank, sur les conditions de son arrestation et de sa déportation, sur la genèse et la postérité du journal d'Anne Frank. Ils ont confié d'autre part aux spécialistes du Laboratoire judiciaire de Rijswijk (Pays-Bas) le soin d'analyser le support et l'écriture des manuscrits d'Anne Frank, qui établit l'authenticité du journal[74].
- À la fin des années 1990, cinq pages de manuscrit du journal inconnues jusqu'alors ont été retrouvées.

### Histoires et événements de l’annexe(1949, révisé en 2003)
Outre son journal, Anne Frank avait un cahier dans lequel elle écrivait des histoires courtes : des nouvelles. Une partie de ces histoires étaient inventées, mais d'autres étaient des descriptions d'événements qui s'étaient réellement produits dans l'annexe.
- Dès 1949, huit histoires ont été publiées sous le titre Weet je nog ? Verhalen en sprookjes (littéralement : Tu te rappelles ? Récits et contes)
  - Blury l'explorateur
  - Riek
  - Katrientje
  - Kaatje
  - Le sage lutin
  - La petite marchande de fleurs
  - Le rêve d'Éva
  - L'ange gardien
- Un recueil étoffé, Verhalen rondom het Achterhuis (littéralement : Récits autour de l'Annexe) a paru en 1960.
- La première édition complète des histoires d'Anne a été publiée en 1982 par Joker Kniesmeyer.
  - La famille du concierge (The Porter's Family)
  - Le voyage en avion de Paula (Paula's Plane Trip)
  - La peur (Fear)
  - La fée (The Fairy)
  - Jackie
- En 2001 paraît l'intégralité des histoires, sous le titre de Verhaaltjes, en gebeurtenissen uit het Achterhuis. Anne Frank a écrit au total vingt-neuf contes[75].
  - Y a-t-il eu des cambrioleurs ?
  - Le Dentiste
  - Le Jour des saucisses
  - La puce
  - Tu te rappelles ? : souvenirs de ma scolarité au lycée juif
  - La meilleure table
  - Anne en théorie
  - La querelle des pommes de terre
  - Le soir et la nuit à l'Annexe
  - L'heure de la pause
  - Les huit Annexiens à table
  - Quand sonnent huit heures et demie
  - Goujats !
  - La corvée du jour, dans la maisonnée : l'épluchage des pommes de terre !
  - La liberté à l'Annexe
  - Chaton
  - La famille du concierge
  - Ma première journée de lycée
  - Un cours de biologie
  - Un cours de maths
  - Le rêve d'Eva
  - Pensionnaires ou locataires
  - La Fuite de Paula
  - Illusions cinématographiques
  - Catherinette
  - Dimanche
  - La petite marchande de fleurs
  - Ma première interview
  - La Cloaque de la Perdition
  - L'ange gardien
  - Le bonheur
  - Angoisse
  - Donnez!
  - Le sage lutin
  - Blury, l'explorateur

### La Vie de Cady(roman inachevé)
La Vie de Cady est un roman inachevé d'Anne Frank, publié en français en même temps que les histoires courtes, dans le volume intitulé Contes.

### Livre des jolies phrases(2004)
Anne Frank a tenu un cahier dans lequel elle recopiait des phrases et paragraphes trouvés dans des livres et qui lui plaisaient. Il y a là des extraits en néerlandais, en anglais et en allemand. Ce cahier a pour titre Mooie-Zinnenboek : Livre des jolies phrases. Il a été publié aux Pays-Bas en 2004.

## Postérité

### Photographies
En 1959, le photographe américain Paul Schutzer (he) (1930-1967) découvre dans l'album de famille de ses amis, Barbara Lederman et Martin Rodbell (prix Nobel) dans l'état du Maryland aux États-Unis, des photographies d'Anne Frank enfant, dont une prise à Amsterdam en 1937 par la mère de Barbara. Elle montre Anne Frank âgée de sept ans, dans un bac à sable avec cinq de ses amies dont Barbara et sa sœur Sana Lederman (1928-1943), qui ont péri dans la Shoah. Schutzer localise alors les trois autres filles qui ont survécu et fondé une famille, une aux États-Unis et deux en Israël, et documente leur vie dans une série de photographies dont certaines sont publiées dans Life en 1959, et d'autres sur le site de Time magazine en 2014,,.

### Fondation de la Maison d'Anne Frank

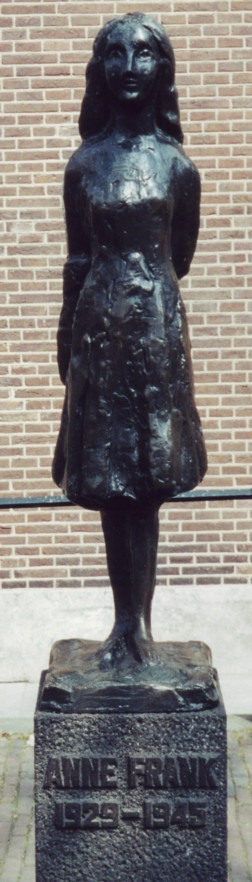
Statue d'Anne Frank par Mari Andriessen, à l'extérieur de Westerkerk, à Amsterdam.

Le 3 mai 1957, un groupe de citoyens, parmi lesquels Otto Frank, créa la fondation de la Maison d'Anne Frank dans le but initial de sauvegarder l'immeuble Prinsengracht menacé de démolition et de le rendre accessible au public. Otto Frank insista sur le fait que l'objectif de la fondation serait de promouvoir les contacts et la communication entre les jeunes de différentes origines, cultures et religions, mais aussi de lutter contre l'intolérance et la discrimination raciale.
La Maison d'Anne Frank ouvrit ses portes le 3 mai 1960. La même année, Shelley Winters fait don de son premier Oscar de la meilleure actrice dans un second rôle, obtenu pour Le Journal d'Anne Frank, à la fondation Anne-Frank. On peut à présent admirer la mythique statuette dorée au musée jouxtant l'immeuble. Elle comprend l'entrepôt et les bureaux de la société Opekta ainsi que l'Annexe, le tout non meublé de manière que les visiteurs puissent circuler librement dans les pièces. Certains effets personnels des précédents occupants sont restés, comme une affiche d'une star de cinéma collée au mur par Anne, un morceau de papier peint sur lequel Otto Frank marquait la taille de ses filles à mesure qu'elles grandissaient et une carte sur le mur où il notait l'avance des forces alliées, le tout étant protégé par du papier Perspex (Plexiglas). Depuis la petite pièce qui fut celle de Peter van Pels, une allée relie l'immeuble aux bâtiments voisins, également rachetés par la fondation. Ces autres immeubles sont utilisés pour héberger le journal mais aussi des expositions qui présentent différents aspects de la Shoah et des études plus contemporaines sur l'intolérance raciale dans différentes parties du globe. La Maison d'Anne Frank est devenue l'attraction touristique la plus fréquentée d'Amsterdam avec plus d'un million et demi de visiteurs chaque année.

### Fondation Anne-Frank
En 1963, Otto Frank et sa seconde femme Elfriede Geiringer-Markovits établissent la fondation Anne-Frank en tant qu'organisation caritative, basée à Bâle en Suisse. La fondation collecte des fonds pour les donner à des causes qui lui semblent louables. Jusqu'à sa mort, Otto légua ses droits sur le journal à la fondation, à la condition que les premiers 80 000 francs suisses de revenus annuels soient distribués à ses héritiers, le reste étant crédité à la fondation à destination des projets que ses administrateurs jugent valables.
Cela a permis de soutenir tous les ans le traitement médical des Justes parmi les nations, d'éduquer les jeunes contre le racisme et de prêter certains écrits d'Anne Frank au musée américain dédié au mémorial de l'Holocauste de Washington pour une exposition en 2003. Le rapport annuel de la même année permet de se faire une idée des efforts réalisés pour contribuer à un niveau plus global, avec le support de l'Allemagne, d'Israël, de l'Inde, de la Suisse, de l'Angleterre et des États-Unis.

### Mémoire dans le monde

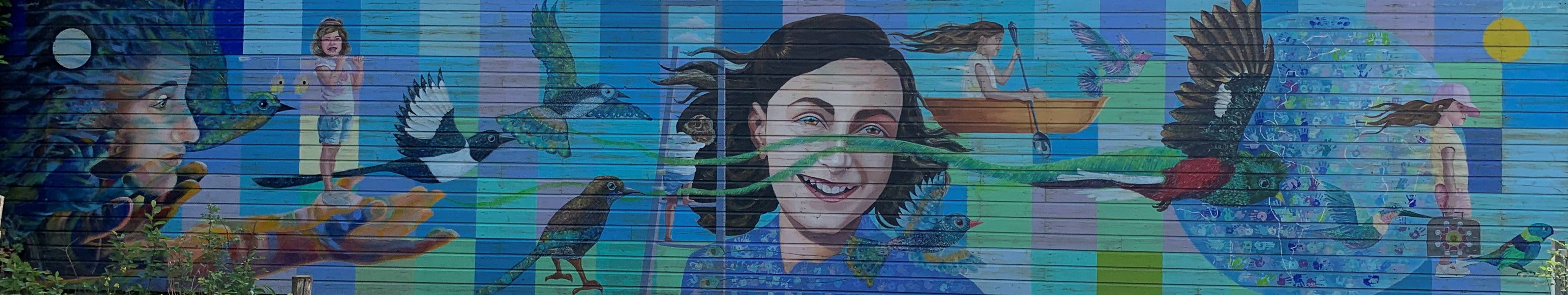
Fresque murale dans la cour de l'école primaire Anne Frank à Utrecht.

Des dizaines d'écoles à travers le monde ont été baptisées « Anne Frank », en souvenir de la jeune fille. En France, en 2015, 95 établissements scolaires portent son nom – fait rare pour une personnalité étrangère.
En 1991, son nom est donné à un cratère d'impact sur Vénus, Frank. En 1995, il est aussi donné à un astéroïde, (5535) Annefrank.
La vie et les écrits d'Anne Frank ont inspiré divers groupes d'artistes et commentateurs populaires, faisant référence à elle en littérature, musiques populaires, télévision, et d'autres formes de média. En 1959, son journal a été adapté pour le cinéma par George Stevens ; il a fait l'objet ensuite de plusieurs téléfilms et d'une adaptation japonaise en dessin animé (Anne no nikki, 1995).

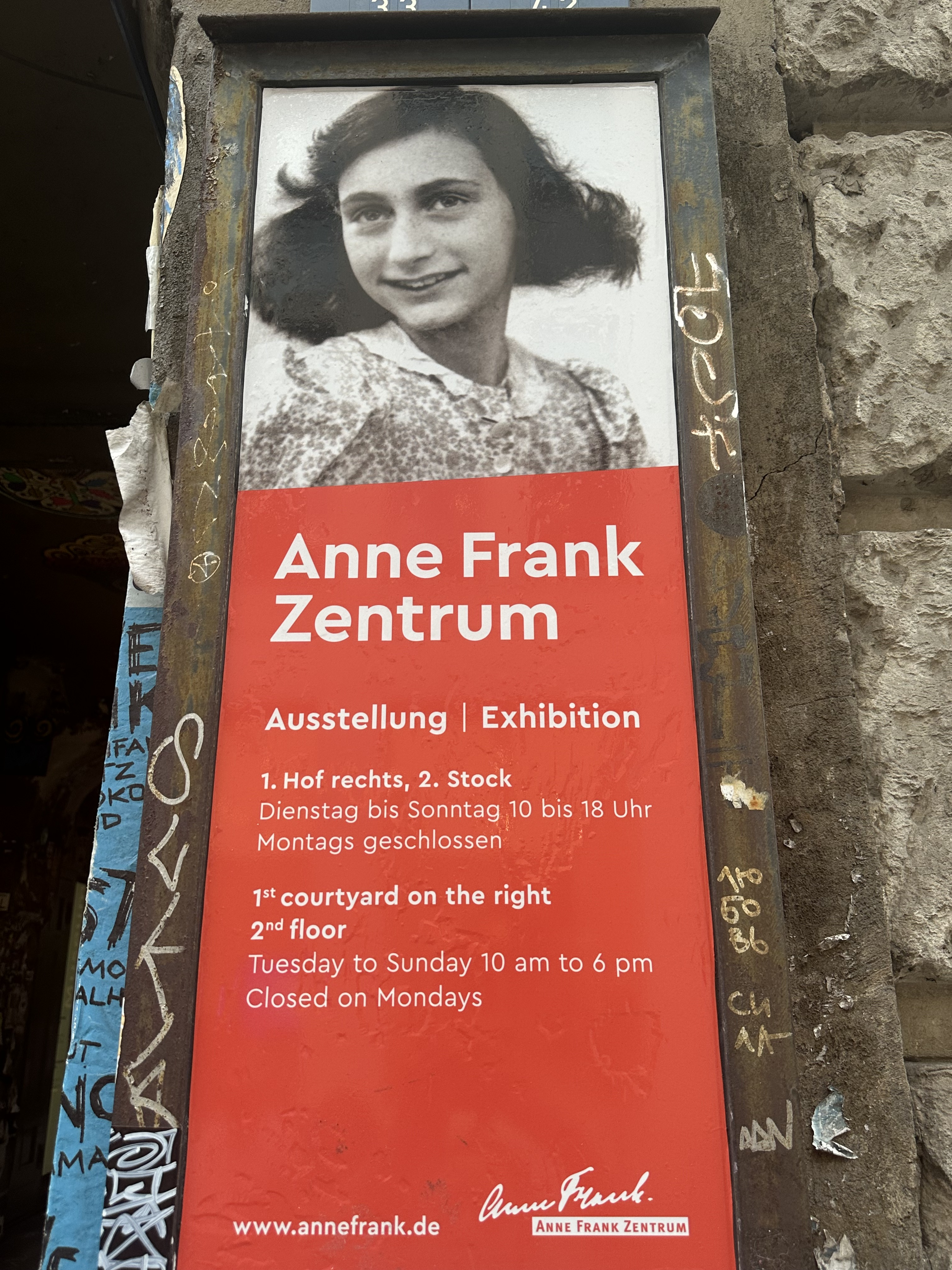
Centre Anne Frank à Berlin

Le 30 juillet 2009, le journal est ajouté avec d'autres documents au Registre international de la Mémoire du monde de l'Organisation des Nations unies pour l'éducation, la science et la culture (UNESCO). Le 30 septembre 2009, le musée Anne Frank annonce la publication des vidéos montrant des images de la jeune fille.
En 2007, le châtaignier situé devant la maison où Anne Frank se cachait, et dont elle parle plusieurs fois dans son fameux journal, est sauvé provisoirement de l'abattage. L'arbre, âgé de 150 ans, était malade et jugé dangereux, mais le conseil municipal décida de surseoir à la décision. Le châtaignier est finalement renversé par une tempête, le 23 août 2010 ; les volontaires d'une fondation protégeant l'arbre tenteront de le faire repousser, grâce à l'accord du propriétaire du terrain.
Le 25 juin 2022, à l'occasion du 75e anniversaire de la première publication du Journal d'Anne Frank, le moteur de recherche Google lui consacre un Doodle,.
Le centre Anne Frank, situé sur le Hackeschen Markt dans le centre de Berlin, accueille l'exposition permanente « Tout sur Anne ». L'exposition raconte l'histoire de la vie d'Anne Frank et informe sur l'époque à laquelle elle a vécu. Elle explique pourquoi Le Journal d'Anne Frank est si célèbre aujourd'hui et montre que ses pensées sont toujours d'actualité.

#### Débaptisation
En 2021, une crèche allemande portant le nom Anne-Frank, située à Elxleben, émet le souhait d'être renommer en crèche « les lutins ». Cette décision crée une controverse en Allemagne et est critiquée par la fondation des mémoriaux de Buchenwald et Mittelbau-Dora.

En 2023, une autre crèche allemande, située à Tangerhütte, provoque un tollé en Allemagne après que sa directrice soutenue par le maire de la ville ait émis le souhait de se débaptiser, invoquant une volonté d'adopter un nom « qui n’ait pas de connotation politique ».

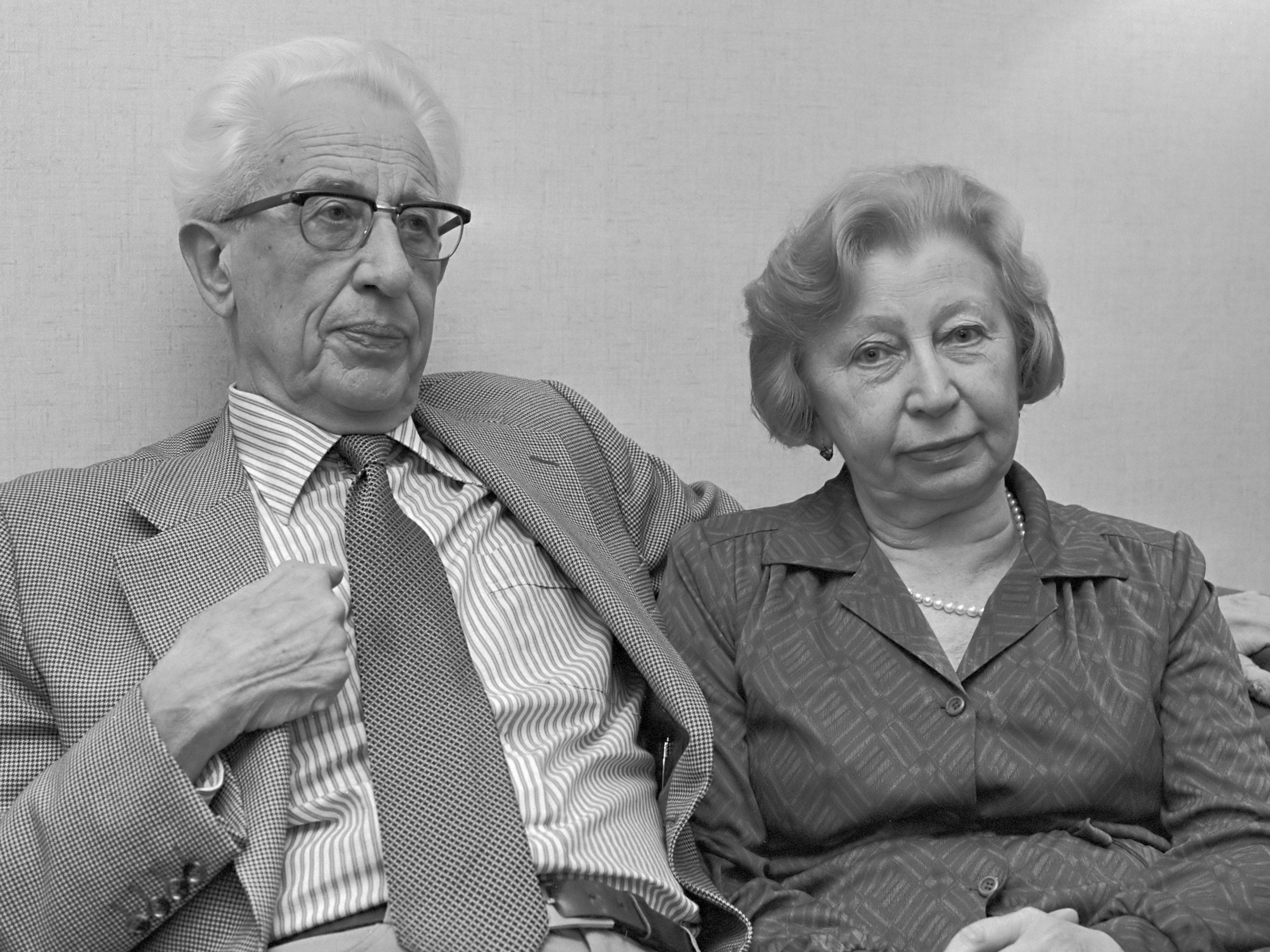
Jan Augustus et Miep Gies (1980)

### Récompenses aux Justes parmi les Nations
Le 8 mars 1972, l'institut Yad Vashem reconnaît Jan Augustus Gies (1905-1993) et son épouse Hermine (Miep) Gies-Santrouschitz (1909-2010) comme Justes parmi les Nations. Ayant reçu la médaille de Yad Vashem en 1997, Miep Gies est anoblie par la reine Beatrix, et dit : « J'ai seulement fait ce que j'ai pu pour aider ».
Johannes Kleiman (1896-1959), Victor Kugler (1900-1981) et Bep Voskuijl (1919-1983) sont également décorés du titre de Justes parmi les nations, décerné par le Mémorial de Yad Vashem à Jérusalem.

### Filmographie
Sauf indication contraire ou complémentaire, les informations mentionnées dans cette section proviennent de la base de données IMDb.
- Le Journal d'Anne Frank (The Diary of Anne Frank), adaptation de George Stevens, 1959.
- Le Journal d'Anne Frank (The Diary of Anne Frank), téléfilm de Boris Sagal, 1980.
- Le Journal d'Anne Frank (The Attic: The Hiding of Anne Frank), téléfilm américano-britannique réalisé par John Erman, 1988.
- The Last Seven Months of Anne Frank (nl), documentaire de Willy Lindwer (en) (International Emmy Award), 1988, où notamment, Janny Brandes-Brilleslijper raconte les derniers jours d'Anne et Margot Frank au camp.
- Anne Frank Remembered (Se souvenir d'Anne Frank), documentaire de Jon Blair, 1995.
- Anne no nikki, film d'animation japonais de Akinori Nagahoka, 1995.
  - Le Journal d'Anne Frank (Anne Frank's Diary), version adaptée en anglais et en français et plus courte de ce film d'animation, de Julian Y. Wolff, 1999.
- Anne Frank (Anne Frank: The Whole Story), mini-série américano-tchèque de Robert Dornhelm diffusée sur ABC, 2001.
- Le Journal d'Anne Frank (The Diary of Anne Frank), mini-série britannique réalisée par Jon Jones en 2008.
- Mi ricordo Anna Frank, film d'Alberto Negrin, 2010, d'après le récit d'Hannah Goslar.
- Saison 2 d’American Horror Story: Asylum, série télévisée américaine, 2012-2013. Elle fait référence pendant toute la saison à Anne Frank car une patiente de l'asile psychiatrique Briarcliff se prend pour elle.
- #Anne Frank : Vies parallèles (#AnneFrank - Parallel Stories), film documentaire italien de Sabina Fedeli et Anna Migotto, 2019.
- Anne Frank Video Diary, web-série néerlandaise produite par la Maison Anne Frank et diffusée sur YouTube, 2020.
- Où est Anne Frank ! (Where Is Anne Frank), film d'animation réalisé par Ari Folman, 2021.
- Anne Frank, ma meilleure amie (Mijn beste vriendin Anne Frank), film néerlandais réalisé par Ben Sombogaart, 2021.
- Une lueur d'espoir (A Small Light), mini-série américaine, centrée sur Miep Gies, diffusée en 2023.
- (en) Understanding Anne Frank with Teresien da Silva, interview et video réalisées par Museum of Jewish Heritage. Visionner en ligne